# باشگاه فوتبال استقلال تهران در فصل ۹۳–۱۳۹۲
باشگاه فوتبال استقلال تهران در فصل ۹۳–۱۳۹۲ شصت و هشتمین سال فعالیت باشگاه فوتبال استقلال تهران در مسابقات فوتبال ایران و سیزدهمین حضور متوالی این تیم در لیگ برتر فوتبال ایران بود. حضور تیم فوتبال باشگاه استقلال − و دیگر تیم‌های ورزشی این باشگاه − در عرصه مسابقات این سال بیش از هر چیز تحت تأثیر مشکلات مالی و بحران‌های اقتصادی قرار داشت. بنا بر مصوبه مجلس، وزارت ورزش و جوانان ایران که مالکیت باشگاه استقلال را دارا بود، از کمک به تیم‌های حرفه‌ای منع شده بود. به این ترتیب استقلال از شروع تا پایان فصل به‌طور پیوسته با مشکلات مالی دست و پنجه نرم می‌کرد. تعدادی از بازیکنان ملی‌پوش و تأثیرگذار استقلال همچون مجتبی جباری، فرهاد مجیدی، پژمان منتظری و جواد نکونام نیز در طول فصل به دلیل بحران مالی، مشکلات درون‌تیمی یا رسیدن به سن بازنشستگی از تیم جدا شدند. امیر قلعه‌نویی رفتن تدریجی این بازیکنان را به «از دست دادن ستون فقرات استقلال» تشبیه کرد. در کنار این مشکلات، آسیب‌دیدگی‌های متعدد و طولانی بازیکنان به دلیل تداخل بازی‌ها با اردوهای تیم ملی و فشردگی رقابت‌های داخلی و قاره‌ای بر مشکلات استقلال می‌افزود. با توجه به حضور تعداد زیادی از بازیکنان استقلال در ترکیب تیم ملی، تمرینات بدنسازی باشگاه پیش از شروع فصل به انجام نرسید و ضعف بدنی بازیکنان در افزایش آسیب‌دیدگی‌ها مؤثر بود. بازیکنانی چون خسرو حیدری، آندرانیک تیموریان و هاشم بیک‌زاده در تعداد زیادی از بازی‌های استقلال در این فصل به دلیل مصدومیت غایب بودند. جدایی بازیکنان از یک‌سو، و آسیب‌دیدگی بازیکنان باقی‌مانده از سوی دیگر، باعث شد که استقلال در چند بازی با کمبود بازیکن روی نیمکت ذخیره‌ها روبه‌رو شود. برای مثال، در روز ۱۴ دی که استقلال با پیروزی بر راه‌آهن به صدر جدول مسابقات رسید، تنها ۳ بازیکن (یک دروازه‌بان و دو هافبک) روی نیمکت ذخیره‌ها حضور داشتند. مجموعهٔ این مشکلات موجب شد تا استقلال هر سه جام این فصل را با ناکامی پشت سر بگذارد.
فصل ۹۳–۱۳۹۲ سیزدهمین دورهٔ لیگ برتر فوتبال ایران (جام خلیج فارس) و سیزدهمین حضور باشگاه استقلال در این سلسله‌بازی‌ها بود. بازی‌های لیگ برتر ایران از روز ۲ مرداد ۱۳۹۲ آغاز شد و استقلال به عنوان مدافع عنوان قهرمانی پای در این رقابت‌ها گذاشت. استقلال با کسب ۵ پیروزی در ۶ دیدار نخست لیگ شروع مقتدرانه‌ای داشت، اما در ادامه با آغاز رقابت در لیگ قهرمانان آسیا و فشرده شدن بازی‌ها، افزایش شمار بازیکنان آسیب‌دیده، و جدا شدن تعدادی از بازیکنان از روند مطلوب خود فاصله گرفت. آبی‌پوشان در بازگشت از آسیا حرکت دوبارهٔ خود را به سوی صدر جدول پی گرفتند و روز ۱۴ دی ۱۳۹۲ توانستند با برتری برابر راه‌آهن در هفتهٔ بیستم لیگ خلیج فارس صدر جدول مسابقات را از آن خود کنند. آن‌ها برای ۶ هفته صدر جدول را در اختیار داشتند، اما کمبود مهره‌های جایگزین کارآمد موجب سقوط تیم در هفته‌های آخر شد. ۳ شکست و ۳ تساوی در ۸ هفتهٔ آخر مسابقات، استقلال را تا ردهٔ پنجم جدول پایین کشید. با این نتایج، استقلال پس از شش فصل از رسیدن به سهمیهٔ لیگ قهرمانان آسیا بازماند.
در آسیا، استقلال ابتدا در ادامهٔ بازی‌های لیگ قهرمانان آسیا ۲۰۱۳ به مصاف حریفان رفت. آبی‌پوشان که در فصل پیش با گذشتن از مرحلهٔ گروهی و یک‌هشتم نهایی به جمع هشت تیم برتر قاره راه یافته بودند، در این فصل از مرحلهٔ یک‌چهارم نهایی به رقابت ادامه دادند و در تابستان ۱۳۹۲ در دو بازی رفت و برگشت تیم بوریرام یونایتد تایلند را از پیش رو برداشتند تا برای هفتمین بار در تاریخ خود به جمع چهار تیم پایانی رقابت‌های قهرمانی باشگاه‌های آسیا راه یابند. آن‌ها در نیمه‌نهایی به مصاف اف‌سی سئول کره جنوبی رفتند و با پذیرش شکست ۲−۴ در مجموع دو بازی رفت و برگشت از راهیابی به فینال لیگ قهرمانان آسیا بازماندند. پس از پایان این دوره از مسابقات و هم‌زمان با نیم‌فصل دوم فوتبال ایران، دورهٔ دوازدهم لیگ قهرمانان آسیا آغاز گردید و استقلال به عنوان قهرمان لیگ خلیج فارس بار دیگر نمایندهٔ ایران بود. آبی‌ها که در دورهٔ گذشته به جمع چهار تیم پایانی مسابقات راه یافته بودند، از اسفند ۱۳۹۲ وارد رقابت‌های لیگ قهرمانان آسیا ۲۰۱۴ شدند، اما نتوانستند صلابت فصل گذشته را در این مسابقات تکرار کنند. کسب دو شکست و یک تساوی در سه بازی اول دور گروهی بخت صعود استقلال را به میزان زیادی کاهش داد. عملکرد بهتر تیم در سه بازی برگشت هم نتوانست موجب صعود استقلال شود تا آبی‌ها وداعی زودهنگام از مسابقات داشته باشند.
در جام حذفی استقلال بیست‌وپنجمین حضور خود را پشت سر گذاشت. آبی‌پوشان از دور یک‌شانزدهم نهایی وارد مسابقات حذفی شدند و با شکست دادن تیم‌های کاسپین قزوین، ملوان انزلی و ذوب‌آهن اصفهان به دور نیمه‌نهایی بازی‌ها راه یافتند. استقلال در این مرحله به مصاف مس کرمان رفت و با پذیرش شکست ۱−۲ در خانه از رسیدن به فینال مسابقات بازماند.

## مرور فصل

### پیش‌فصل
پس از انجام آخرین دیدار استقلال در فصل ۹۲–۱۳۹۱ در روز ۱ خرداد ۱۳۹۲، تمرین‌های تیم فوتبال استقلال برای نزدیک به یک ماه تعطیل شد. بخشی از بازیکنان تیم بی‌درنگ به اردوی تیم ملی ایران پیوستند تا در پیکارهای مقدماتی جام جهانی به میدان بروند. ایران در آن هنگام وضعیت مطلوبی در جدول رده‌بندی بازی‌ها نداشت و به فاصلهٔ سه بازی تا پایان رقابت‌ها، پس از ازبکستان، کره جنوبی، و قطر در ردهٔ چهارم قرار داشت. با این حال تیم ملی با سه پیروزی پیاپی در برابر قطر، لبنان و کره جنوبی ورق را برگرداند و به عنوان تیم نخست این گروه به جام جهانی ۲۰۱۴ برزیل راه یافت. ۶ بازیکن اصلی تیم ملی را بازیکنان استقلال تشکیل می‌دادند. استقلال به دلیل بازی در لیگ قهرمانان آسیا ۱۰ روز دیرتر از تیم‌های دیگر لیگ برتر راهی تعطیلات شده بود و حضور پرتعداد بازیکنان این تیم در اردوی تیم ملی نیز مزید بر علت شد تا روند آماده‌سازی تیم برای فصل تازهٔ فوتبال ایران با تأخیر همراه باشد. در این میان مشکلات مالی شدیدی که باشگاه از فصل گذشته با آن روبه‌رو بود، در این فصل نیز به قوت خود باقی‌مانده و روند یارگیری و تمدید قرارداد بازیکنان فصل گذشته را تحت‌الشعاع قرار داده بود. تعهدات مالی وزارت ورزش و جوانان (مالک باشگاه) محقق نشده بود و با وجود ایجاد بدهی‌های هنگفت از فصل گذشته، در این فصل نیز اعتباری به باشگاه استقلال داده نشده بود. تداوم این روند موجب شد تا فتح‌الله‌زاده در روز ۱۸ خرداد استعفای خود را اعلام کند. عصر همان روز قرار بود تا نخستین تمرین استقلال در این فصل برگزار شود اما بازیکنان به دلیل نامشخص بودن وضعیت باشگاه در این تمرین شرکت نکردند. با ادامهٔ این وضعیت وزارت ورزش اعلام کرد که استقلال نمی‌تواند روی کمک این ارگان حسابی باز کند. با این شرایط هیئت مدیرهٔ استقلال از فتح‌الله‌زاده خواست تا با وجود حل نشدن مشکلات مالی به استقلال بازگردد. به این ترتیب فتح‌الله‌زاده بار دیگر به ساختمان لارستان بازگشت و با شرایط پیشین مشغول به کار شد. اما فصل نقل و انتقالات به دلیل کمبود اعتبار مالی در باشگاه استقلال با حاشیه‌هایی همراه بود. مجتبی جباری کاپیتان دوم استقلال در اعتراض به شرایط مالی باشگاه مصاحبه‌ای انجام داد و وضعیت مالی استقلال را برای تیمی که به جمع ۸ تیم برتر قاره راه یافته است مسخره دانست. این مصاحبه واکنش تند باشگاه استقلال را در پی داشت و با انتشار بیانیه‌ای در وبگاه باشگاه اعلام شد که او دیگر جایی در استقلال ندارد. جباری دو هفته بعد و در پایان ۹ سال بازی در استقلال به سپاهان اصفهان پیوست. بازگشت علی‌رضا واحدی نیکبخت به استقلال نیز با حاشیه‌های فراوانی همراه بود و هواداران نسبت به این انتقال واکنش‌هایی نشان دادند.
نخستین تمرین استقلال با حضور امیر قلعه‌نویی و تنها با حضور ۳ بازیکن تیم استقلال در روز ۳۰ خرداد در کمپ ناصر حجازی برگزار شد. دو هفته پس از شروع تمرینات در تهران، استقلال با دعوت باشگاه دینامو کیف برای برپایی اردویی یک هفته‌ای راهی کشور اوکراین شد. باشگاه در این زمان هنوز در حال یارگیری بود و در این سفر تنها ۱۳ بازیکن تیم را همراهی می‌کردند. پس از بازگشت تیم به ایران آندرانیک تیموریان در آخرین مهلت نقل و انتقالات تابستانی به استقلال بازگشت تا یکی از بزرگ‌ترین رویدادهای نقل و انتقالات رقم خورده باشد. پیش از آن اعلام شده بود که تیموریان در ایران تنها پیراهن استقلال را به تن خواهد کرد. جواد نکونام نیز که به دلیل مشکلات مالی باشگاه استقلال و پیشنهاد تعدادی از باشگاه‌های داخلی و خارجی دچار تردید شده بود، در نهایت تصمیم به ماندن در استقلال گرفت.
مرداد

۳ مرداد: استقلال در نخستین دیدار خود در فصل ۹۳–۱۳۹۲ در تبریز برابر تیم گسترش فولاد به میدان رفت. میزبان در دقیقهٔ ۱۸ از روی یک ضربهٔ کاشتهٔ راه دور به گل رسید. استقلال در دقیقهٔ ۳۴ روی ارسال خسرو حیدری و سماجت آرش برهانی به این گل پاسخ داد. در نیمهٔ دوم با به میدان آمدن فرهاد مجیدی حملات استقلال زهردارتر شد. همین بازیکن در دقیقهٔ ۸۸ بازی و در لحظاتی که استقلال به دلیل اخراج ساموئل با ۱۰ نفر به بازی ادامه می‌داد، گل برتری را وارد دروازهٔ میزبان نمود. پس از این بازی رسول خطیبی در مصاحبه‌ای دست‌اندرکاران باشگاه استقلال را به تماس گرفتن با یکی از بازیکنان گسترش متهم کرد. این اتهام مدتی بعد از سوی هیئت رسیدگی به تخلفات فوتبال مردود و بی‌پایه اعلام شد.
۱۰ مرداد: دیدار در هفتهٔ دوم لیگ خلیج فارس در برابر سپاهان اصفهان. دیدار دو تیم در این فصل به دلیل انتقال مجتبی جباری به تیم سپاهان از حساسیتی دوچندان برخوردار شده بود. سپاهان خیلی زود و در لحظات ابتدایی بازی روی اشتباه خسرو حیدری و ضربهٔ تمام‌کنندهٔ آرش افشین به گل رسید. این بازی در نیمهٔ دوم با اعلام یک پنالتی به سود سپاهان به جنجال کشیده شد. استقلال پس از پذیرش گل دوم حملات پردامنه‌ای را سازمان داد که تنها یک بار با ضربهٔ سر دقیقهٔ ۷۷ امیرحسین صادقی به گل منجر شد. پس از پایان بازی نیز اعتراض استقلالی‌ها به داوری ادامه داشت.
۱۴ مرداد: کمیتهٔ انضباطی فدراسیون فوتبال به دلیل اعتراض تماشاگران استقلال به داور در بازی با سپاهان، رای به کسر یک امتیاز از استقلال صادر کرد. کسر امتیاز از تیم‌ها به دلیل رفتار تماشاگران تا آن هنگام در فوتبال ایران بی‌سابقه بود.
۱۵ مرداد: پیروزی ۴−۲ استقلال برابر فجر سپاسی شیراز در ورزشگاه حافظیه. استقلال در این بازی دو بار با ضربهٔ پنالتی نکونام و شوت قاضی از حریف پیش افتاد اما سپاسی هر دو بار کار را تساوی کشاند. گل‌های سوم و چهارم توسط عمران‌زاده و مجیدی برتری را از آن استقلال نمود.
۱۹ مرداد: استقلال در یک بازی ضعیف موفق شد صبای قم را در ورزشگاه آزادی با تگ گل محمد قاضی شکست دهد. قلعه‌نویی پس از این پیروزی از بازی تیم‌اش به عنوان نمایشی افتضاح یاد کرد.
۲۴ مرداد: سومین پیروزی خارج از خانهٔ استقلال در برابر داماش گیلان و در ورزشگاه عضدی رشت رقم خورد. میزبان در دقیقهٔ ۱۷ پیش افتاد اما ۸ دقیقهٔ بعد سیاوش اکبرپور بازی را مساوی کرد. ورود فرهاد مجیدی به زمین در نیمهٔ دوم بار دیگر گره‌گشا بود. فرار و ضربهٔ جان‌دار او در دقیقهٔ ۶۸ گل دوم را برای استقلال به ارمغان آورد. قلعه‌نویی در مصاحبهٔ پس از بازی به انتقاد شدید از برخی مقامات فدراسیون فوتبال پرداخت. این حواشی از روزهای قبل و با انتقاد قلعه‌نویی از کیفیت توپ و پوشاک ال‌اشپورت آغاز شده بود.
۳۰ مرداد: استقلال در ادامهٔ مسابقات لیگ قهرمانان آسیا ۲۰۱۳ در بازی رفت از مرحلهٔ یک‌چهارم نهایی میزبان بوریرام یونایتد تایلند بود. مراحل گروهی و یک‌هشتم نهایی این مسابقات در فصل گذشته برگزار شده بود و به دلیل عدم انطباق تقویم مسابقات ای‌اف‌سی با تقویم فوتبال ایران، ادامه این رقابت‌ها به فصل جدید فوتبال ایران کشیده شد. ۹۵ هزار نفر برای تماشای این مسابقه به ورزشگاه آزادی تهران آمده بودند. ارسال مواج خسرو حیدری در دقیقهٔ ۲ مستقیماً وارد دروازهٔ بوریرام شد و استقلال با گلی زودهنگام پیش افتاد. در ادامهٔ مسابقه بوریرام فراتر از انتظار ظاهر شد و چند موقعیت گل را نیز بر روی دروازهٔ استقلال آفرید. بازی در نهایت با تک گل دقایق نخست به پایان رسید تا نگاه‌ها به بازی برگشت در تایلند دوخته شود.
جایگاه در پایان مرداد
| رده | باشگاه        | بازی | برد | مساوی | باخت | زده | خورده | تفاضل | امتیاز | دستاوردها                          |
| --- | ------------- | ---- | --- | ----- | ---- | --- | ----- | ----- | ------ | ---------------------------------- |
| ۲   | استقلال تهران | ۵    | ۴   | ۰     | ۱    | ۱۰  | ۶     | ۴+    | ۱۱     | مرحلهٔ گروهی لیگ قهرمانان آسیا ۲۰۱۵ |

به‌روزرسانی در ۲۵ امرداد ۱۳۹۲ (پایان هفتهٔ پنجم)

نحوهٔ قرار گرفتن در جدول؛ اول: امتیاز | دوم: تفاضل گل | سوم: گل زده

یادداشت: ۱ امتیاز به عنوان جریمه کسر شده است.
شهریور

۳ شهریور: پیروزی ۳−۱ استقلال در یک بازی خانگی در برابر راه‌آهن. استقلال با وجود فاصلهٔ کوتاه این بازی نسبت به دیدار آسیایی در برابر بوریرام، عملکرد مطلوبی در این دیدار داشت. این پنجمین پیروزی استقلال طی شش هفتهٔ نخست لیگ و یکی از بهترین شروع‌های باشگاه در ادوار گذشتهٔ جام خلیج فارس بود. لحظاتی پیش از شروع این بازی اعلام شد که کمیتهٔ استیناف با درخواست تجدیدنظر استقلال در مورد کسر یک امتیاز از این تیم مخالفت کرده است. باشگاه استقلال بلافاصله وعده داد که این موضوع را از طریق مراجع بالاتر پیگیری خواهد کرد. در همین روز و در پی انتقادات شدید امیر قلعه‌نویی و تعدادی از بازیکنان استقلال از کیفیت محصولات ورزشی ال‌اشپورت، قرارداد این شرکت با باشگاه استقلال فسخ گردید و تولیدی مجید با قراردادی سه ساله تأمین پوشاک ورزشی باشگاه را بر عهده گرفت.
۶ شهریور: اعتراض گوران لاوره بازیکن صربستانی جدید استقلال نسبت به انجام نشدن تعهدات مالی باشگاه، بار دیگر از مشکلات مالی شدید استقلال پرده برداشت.
۹ شهریور: دومین شکست استقلال در این فصل در هفتهٔ هفتم و بازی بیرون از خانه در برابر استقلال صنعتی خوزستان رقم خورد. با توجه به شکست فولاد خوزستان در این هفته، استقلال در صورت پیروزی در این دیدار می‌توانست برای اولین بار در این فصل به صدر جدول برسد. در همین روز استقلال در رتبهٔ ۸۵ام برترین باشگاه‌های فوتبال جهان در رده‌بندی پایگاه اینترنتی footballdatabase قرار گرفت.
۱۱ شهریور: پس از لاوره، جی‌لوید ساموئل نیز به دلیل ناتوانی باشگاه در پرداخت تعهدات مالی از حضور در تمرینات خودداری نمود.
۱۵ شهریور: استقلال و پرسپولیس در هفتاد و هفتمین شهرآورد تهران به یک تساوی ۰−۰ دیگر رضایت دادند.
۲۱ شهریور: سومین شکست استقلال در اصفهان و در برابر ذوب‌آهن به ثبت رسید. داور در این دیدار اشتباهاتی داشت و این موضوع اعتراض شدید قلعه‌نویی را در پی داشت. او در پایان مسابقه گفت که دو پنالتی استقلال در این بازی گرفته نشده و داوران در هر سه شکست استقلال در این فصل نقش داشته‌اند.
۲۷ شهریور: استقلال در دور برگشت یک‌چهارم نهایی لیگ قهرمانان در تایلند به مصاف بوریرام یونایتد رفت. شب پیش از مسابقه برگزاری یک پارتی پر سر و صدا در استخر هتل محل اقامت بازیکنان استقلال موجب برهم خوردن آرامش در اردوی تیم شده بود. در جریان این دیدار بوریرام در نیمهٔ نخست توپ و میدان را در اختیار داشت و روی ارسال کرنر و ضربهٔ سر اسمار باربا ایبانیز مدافع پیش‌تاختهٔ خود به گل برتری دست یافت. روند بازی در نیمهٔ دوم و با ورود فرهاد مجیدی تغییر کرد و استقلال حریف را تحت فشار قرار داد. آبی‌پوشان پس از یک رشته حمله در دقیقه ۵۳ با ارسال آندرانیک تیموریان و ضربهٔ سر حنیف عمران‌زاده بازی را به تساوی کشاندند. با به ثمر رسیدن گل استقلال در خانهٔ حریف حرکت تیمی بازیکنان بوریرام متزلزل شد. در دقیقهٔ ۲+۹۰ آندرانیک تیموریان پس از یک چرخش در میانهٔ میدان و جا گذاشتن یار حریف، با شوتی سنگین از فاصلهٔ ۴۰ متری دروازهٔ بوریرام را برای بار دوم گشود. این گل از سوی برخی وب‌سایت‌ها به عنوان بهترین گل هفته در فوتبال جهان برگزیده شد و حتی در سال ۲۰۱۹، توسط کنفدراسیون فوتبال آسیا زیباترین گل تاریخ لیگ قهرمانان آسیا لقب گرفت.
پس از این بازی عکس‌هایی منتشر شد که آندرانیک تیموریان را در حال نجات دادن یک سنجاقک در میدان مسابقه نشان می‌داد. برخی خبرگزاری‌ها گل خارق‌العادهٔ او را به اثر پروانه‌ای و فیلمی به همین نام ارتباط دادند.
بازی با بوریرام یونایتد صدمین دیدار تاریخ باشگاه استقلال در جام‌های آسیایی بود.
جایگاه در پایان شهریور
| رده | باشگاه        | بازی | برد | مساوی | باخت | زده | خورده | تفاضل | امتیاز | دستاوردها |
| --- | ------------- | ---- | --- | ----- | ---- | --- | ----- | ----- | ------ | --------- |
| ۶   | استقلال تهران | ۹    | ۵   | ۱     | ۳    | ۱۳  | ۱۱    | ۲+    | ۱۵     |           |

به‌روزرسانی در ۲۹ شهریور ۱۳۹۲ (پایان هفتهٔ دهم)

نحوهٔ قرار گرفتن در جدول؛ اول: امتیاز | دوم: تفاضل گل | سوم: گل زده

یادداشت ۱: ۱ امتیاز به عنوان جریمه کسر شده است.
یادداشت ۲: استقلال به دلیل حضور در لیگ قهرمانان آسیا یک بازی کمتر از تیم‌های دیگر انجام داده است.
مهر

۳ مهر: یک هفته بعد از بازی برابر بوریرام، استقلال در چارچوب دور رفت نیمه‌نهایی لیگ قهرمانان آسیا در سئول با تیم اف‌سی سئول دیدار کرد. استقلال به‌طور مستقیم از تایلند راهی کره جنوبی شده بود و فرصت مناسبی برای بازیابی توان خود داشت. اما بازیکنان در جریان بازی و پس از به ثمر رسیدن گل اول تیم میزبان در دقیقهٔ ۳۹ تمرکز خود را از دست دادند. سئول در ابتدای نیمهٔ دوم به گل دوم رسید و تلاش آبی‌پوشان برای به ثمر رساندن گل در خانهٔ حریف تا پایان مسابقه راه به جایی نبرد. در همین روز کمیتهٔ انضباطی فدراسیون فوتبال ایران امیر قلعه‌نویی را به دلیل اعتراض به داور در بازی استقلال و ذوب آهن به یک جلسهٔ محرومیت از نشستن بر روی نیمکت محکوم کرد.
۱۰ مهر: بازی برگشت نیمه‌نهایی لیگ قهرمانان آسیا در ورزشگاه آزادی و در حضور ۸۰ هزار هوادار استقلال برگزار گردید. استقلال در این دیدار جواد نکونام و آندرانیک تیموریان دو هافبک ملی‌پوش و اثرگذار خود را به دلیل دو-اخطاره شدن در بازی رفت در اختیار نداشت. بازی با حملات استقلال آغاز شد، اما تیم مهمان بود که با یک شوت از پشت محوطهٔ جریمه به گل اول دست یافت. با این گل تیم سئول در مجموع دو بازی رفت و برگشت با ۳ گل از استقلال پیش افتاد و امیدهای استقلال برای راهیابی به فینال کم‌رنگ‌تر شد. آبی‌ها در ادامهٔ بازی با دو گل دقایق ۵۰ و ۷۵ ساموئل و قاضی از حریف پیش افتادند، اما گل دوم سئول که در دقیقهٔ ۸۰ از روی یک ضربهٔ پنالتی به ثمر رسید، پایان کار آبی‌پوشان در این فصل از مسابقات لیگ قهرمانان بود.
۲۲ مهر: استقلال بدون بازیکنان ملی‌پوش خود در دیداری دوستانه در کمپ ناصر حجازی برابر تیم نفتون تهران ۲ بر یک مغلوب شد. در این زمان حجت‌الاسلام علی‌پور دبیر ستاد منشور اخلاقی فدراسیون فوتبال و امیر قلعه‌نویی اتهاماتی را متوجهٔ یکدیگر کرده بودند و باشگاه استقلال با انتشار بیانیه‌ای حمایت خود را از سرمربی‌اش اعلام کرد.
۲۷ مهر: استقلال پس از ۳۷ روز دوری از لیگ − به دلیل حضور در لیگ قهرمانان آسیا و همچنین تعطیلی چند روزه لیگ برای برپایی اردوی تیم ملی − به مسابقات برگشت. آبی‌ها در زمین تختی تهران میهمان تیم نفت بودند و در نیمهٔ دوم از یک ارسال کرنر و ضربهٔ سر فرهاد مجیدی از حریف پیش افتادند، اما ضربهٔ راه دور وریا غفوری در دقایق پایانی کار را به تساوی کشاند.
جایگاه در پایان مهر
| رده | باشگاه        | بازی | برد | مساوی | باخت | زده | خورده | تفاضل | امتیاز | دستاوردها |
| --- | ------------- | ---- | --- | ----- | ---- | --- | ----- | ----- | ------ | --------- |
| ۷   | استقلال تهران | ۱۰   | ۵   | ۲     | ۳    | ۱۴  | ۱۲    | ۲+    | ۱۶     |           |

به‌روزرسانی در ۲۷ مهر ۱۳۹۲ (پایان هفتهٔ سیزدهم)

نحوهٔ قرار گرفتن در جدول؛ اول: امتیاز | دوم: تفاضل گل | سوم: گل زده

یادداشت ۱: ۱ امتیاز به عنوان جریمه کسر شده است.
یادداشت ۲: استقلال به دلیل حضور در لیگ قهرمانان آسیا سه بازی کمتر از تیم‌های دیگر انجام داده است.
آبان

۳ آبان: آبی‌پوشان در هفتهٔ چهاردهم لیگ برتر برابر فولاد خوزستان صدرنشین بازی‌ها به پیروزی خانگی ۲−۰ دست یافتند. جواد نکونام از روی نقطهٔ پنالتی و آندو تیموریان از رو یک ضربهٔ کاشته در نیمهٔ اول گل‌زنی کردند.
۵ آبان: معاون پزشکی باشگاه استقلال هشدار داد که به دلیل برگزاری فشردهٔ مسابقات لیگ آسیب‌دیدگی‌های بیشتر و سنگین‌تری در انتظار ملی‌پوشان استقلال خواهد بود. با توجه به فشردگی مسابقات استقلال در لیگ و آسیا در کنار برگزاری بازی‌های مختلف ملی، تعداد زیادی از ملی‌پوشان استقلال در نیم‌فصل نخست با مصدومیت روبه‌رو شده بودند.
۷ آبان: استقلال در یک بازی عقب‌افتاده از هفتهٔ دهم لیگ برتر در ورزشگاه آزادی برابر مس کرمان متوقف شد. در این زمان روند مصدوم شدن بازیکنان استقلال به دلیل فشردگی مسابقات ملی و باشگاهی به حدی رسیده بود که قلعه‌نویی برای تعویض‌ها با کمبود مهره روبه‌رو بود. این بازی به‌طور کامل تحت تأثیر خداحافظی فرهاد مجیدی کاپیتان استقلال قرار داشت. از چند هفته پیش از این مسابقه گمانه‌زنی‌هایی دربارهٔ احتمال خداحافظی فرهاد مجیدی از دنیای فوتبال مطرح شده بود اما باشگاه استقلال تلاش داشت تا مانع از خداحافظی ناگهانی او شود. در دقیقهٔ ۸۹ این بازی که تابلوی تعویض شمارهٔ ۷ را نشان داد، فرهاد مجیدی پیراهن خود را از تن خارج نمود و پس از در آغوش گرفتن قلعه‌نویی دور خداحافظی خود را در میان بهت اندک هواداران حاضر در استادیوم برگزار کرد.
۱۲ آبان: استقلال در حالی که نیمی از ترکیب اصلی خود را به دلیل سه‌اخطاره بودن یا مصدومیت در اختیار نداشت، در بازی بیرون از خانه در کرج برابر سایپا به برتری ۱−۰ دست یافت. این بازی یک دیدار معوقه از هفتهٔ یازدهم لیگ برتر بود.
۱۳ آبان: وبگاه رسمی باشگاه در خبری ناگوار اعلام کرد که یک هوادار نوجوان استقلال به دنبال خداحافظی فرهاد مجیدی دچار سکتهٔ قلبی شده و پس از مدتی در بیمارستان جان سپرده است. «احمد مظاهری یگانه» هوادار معلولی بود که معمولاً در محل تمرینات استقلال حاضر می‌شد و در روز خداحافظی مجیدی نیز در ورزشگاه حضور داشت. این خبر هواداران استقلال را در سراسر ایران در اندوه فرو برد.
۱۷ آبان: آبی‌پوشان در چارچوب هفتهٔ پانزدهم لیگ برتر در ورزشگاه یادگار امام تبریز برابر تراکتورسازی این شهر به میدان رفتند. آرش برهانی در دقیقهٔ ۲ بازی با گلی زودهنگام استقلال را در خانهٔ حریف پیش انداخت اما تراکتورسازی در نیمهٔ دوم بازی را به تساوی کشاند.
۲۴ آبان: جواد نکونام کاپیتان تیم ملی ایران و هافبک میانی باشگاه استقلال نامزد کسب عنوان بهترین بازیکن سال آسیا شد. بر اساس اعلام ای‌اف‌سی نکونام به همراه ژنگ ژی از چین و ها دائه سونگ از کره‌جنوبی سه نامزد کسب عنوان برترین بازیکن سال ۲۰۱۳ آسیا بودند. همچنین طبق اعلام کنفدراسیون فوتبال آسیا جواد نکونام و حنیف عمران‌زاده در ترکیب تیم رؤیایی قاره در سال ۲۰۱۳ قرار گرفتند. این دو بازیکن استقلال تنها بازیکنان ایرانی تیم رؤیایی ۲۰۱۳ آسیا بودند.
با برگزاری هفتهٔ پانزدهم لیگ خلیج فارس، نیم‌فصل اول فوتبال ایران به پایان رسید و تیم‌ها وارد نقل‌وانتقالات زمستانی شدند. بوبکر کبه، مهرداد اولادی، ایمان باصفا و مجید غلام‌نژاد چهار بازیکنی بودند که در فرصت نقل‌وانتقالات میان فصل به فهرست استقلال افزوده شدند. فردین عابدینی، مهران قاسمی و گوران لاوره − به همراه فرهاد مجیدی که از فوتبال خداحافظی کرده بود − نیز بازیکنان خارج‌شده از فهرست بودند. استقلال که از زمان رفتن مجتبی جباری با کمبود یک بازی‌ساز و بازی‌گردان در مرکز میدان روبه‌رو بود، قصد داشت تا یک هافبک برزیلی را در این پست به خدمت بگیرد که این انتقال در نهایت به دلیل مشکلات مالی شدید باشگاه میسر نشد. در این روزها امیر قلعه‌نویی در گفت‌وگویی رادیویی از خریدهای زمستانی باشگاه دفاع کرد. او البته اعلام کرد که استقلال برخی از بازیکنان مطرح را می‌خواهد، اما پول ندارد و نمی‌تواند با باشگاه‌های رقیب خود رقابت کند.
جایگاه در پایان آبان
| رده | باشگاه        | بازی | برد | مساوی | باخت | زده | خورده | تفاضل | امتیاز | دستاوردها |
| --- | ------------- | ---- | --- | ----- | ---- | --- | ----- | ----- | ------ | --------- |
| ۶   | استقلال تهران | ۱۴   | ۷   | ۴     | ۳    | ۱۹  | ۱۴    | ۵+    | ۲۴     |           |

به‌روزرسانی در ۱۷ آبان ۱۳۹۲ (پایان هفتهٔ پانزدهم)

نحوهٔ قرار گرفتن در جدول؛ اول: امتیاز | دوم: تفاضل گل | سوم: گل زده

یادداشت ۱: ۱ امتیاز به عنوان جریمه کسر شده است.
یادداشت ۲: استقلال به دلیل حضور در لیگ قهرمانان آسیا یک بازی کمتر از تیم‌های دیگر انجام داده است.
آذر

۳ آذر: آخرین بازی معوقه استقلال پیش از آغاز نیم‌فصل دوم مسابقات برگزار گردید. استقلال در تهران میزبان ملوان انزلی بود و با تک گل حنیف عمران‌زاده مدافع پیش‌تاختهٔ خود به پیروزی رسید. استقلال با این پیروزی ۲۷ امتیازی شد و به دلیل تفاضل گل کمتر پس از پرسپولیس در ردهٔ دوم جدول نیم‌فصل مسابقات لیگ برتر قرار گرفت. قلعه‌نویی پس از سپری شدن نیمی از فصل همچنان از نحوهٔ بازی استقلال رضایت نداشت و دلیل آن را در اختیار نداشتن ترکیب کامل بازیکنان از ابتدای فصل (به علت مصدومیت‌های متعدد یا حضور ملی‌پوشان در اردوهای تیم ملی) اعلام می‌کرد.
۸ آذر: آبی‌ها در نخستین دیدار نیم‌فصل دوم مسابقات در تهران برابر تیم گسترش فولاد تبریز با تساوی بدون گل متوقف شدند. با توجه به نتایج بازی‌های دیگر، استقلال با پیروزی در این دیدار می‌توانست به صدر جدول لیگ خلیج فارس صعود کند.
۱۰ آذر: گل آندرانیک تیموریان به بوریرام یونایتد (بازی برگشت) و گل خسرو حیدری به الشباب امارات (بازی رفت) جزء ۱۰ گل برتر لیگ قهرمانان آسیا در سال ۲۰۱۳ انتخاب شد.
۱۴ آذر: تساوی بدون گل در برابر تیم سپاهان در اصفهان.
۱۹ آذر: استقلال از دور یک‌شانزدهم نهایی وارد مسابقات جام حذفی شد و در نخستین دیدار خود در تهران تیم دسته دومی کاسپین قزوین را با نتیجهٔ خفیف ۱−۰ از پیش رو برداشت. در همین روز قرعه‌کشی لیگ قهرمانان آسیا ۲۰۱۴ در کوالالامپور برگزار شد و استقلال با تیم‌های الریان قطر، الجزیره امارات و الشباب عربستان در گروه A مسابقات قرار گرفت. در این روز همچنین علی فتح‌الله‌زاده به دلیل بحران مالی شدیدی که باشگاه با آن دست‌به‌گریبان بود، از هواداران درخواست کمک کرد. او در روزهای بعد از وزارت ورزش نیز به دلیل عدم پرداخت بودجهٔ تعهد شده به باشگاه استقلال انتقاد کرد.
۲۱ آذر: جی‌لوید ساموئل به دلیل عدم پرداخت حقوق و مبلغ قراردادش از شرکت در تمرینات خودداری نمود.
۲۳ آذر: پس از دو تساوی بدون گل، نخستین پیروزی استقلال در دور برگشت مسابقات لیگ برتر در دیدار خانگی برابر تیم فجر سپاسی شیراز رقم خورد. یک پیروزی ۱−۰ که با گل هاشم بیک‌زاده با ضربهٔ سر به دست آمد.
۲۶ آذر: بیوک جدی‌کار بازیکن بزرگ باشگاه استقلال در دهه‌های ۱۳۳۰ و ۱۳۴۰ معروف به «چپ طلایی» در سن ۸۴ سالگی درگذشت.
۲۹ آذر: استقلال در هفتهٔ نوزدهم لیگ خلیج فارس در ورزشگاه یادگار امام قم برابر صبای قم ۲−۱ به برتری رسید. محمد قاضی و پژمان منتظری پیام‌آور شادی در اردوی آبی‌ها بودند. هر دو گل استقلال روی ارسال از کناره‌ها و ضربهٔ سر به دست آمد. این نخستین برد استقلال برابر صبا در شهر قم از زمان انتقال صبا به این شهر بود.
جایگاه در پایان آذر
| رده | باشگاه        | بازی | برد | مساوی | باخت | زده | خورده | تفاضل | امتیاز | دستاوردها                          |
| --- | ------------- | ---- | --- | ----- | ---- | --- | ----- | ----- | ------ | ---------------------------------- |
| ۳   | استقلال تهران | ۱۹   | ۱۰  | ۶     | ۳    | ۲۳  | ۱۵    | ۸+    | ۳۵     | مرحلهٔ گروهی لیگ قهرمانان آسیا ۲۰۱۵ |

به‌روزرسانی در ۲۹ آذر ۱۳۹۲ (پایان هفتهٔ نوزدهم)

نحوهٔ قرار گرفتن در جدول؛ اول: امتیاز | دوم: تفاضل گل | سوم: گل زده

یادداشت: ۱ امتیاز به عنوان جریمه کسر شده است.
دی

۳ دی: پیروزی ۱−۰ خانگی در برابر داماش رشت در چارچوب هفتهٔ بیستم لیگ خلیج فارس. تک گل بازی را حنیف عمران‌زاده با ضربهٔ سر به ثمر رساند.
۸ دی: استقلال در دور یک‌هشتم نهایی جام حذفی تیم ملوان بندر انزلی را با دو گل از پیش رو برداشت. هر دو گل بازی با ضربهٔ سر حنیف عمران‌زاده مدافع پیش‌تاختهٔ استقلال به دست آمد. در همین روز به انتخاب پایگاه اینترنتی ساکرنت نام جواد نکونام هافبک میانی استقلال در تیم برگزیدهٔ سال ۲۰۱۳ آسیا قرار گرفت.
۱۲ دی: پژمان منتظری مدافع استقلال از جمع آبی‌پوشان جدا شد و به ام صلال قطر پیوست. در این زمان مهلت نقل‌وانتقالات نیم‌فصل فوتبال ایران به پایان رسیده بود و استقلال نمی‌توانست مدافع جدیدی به خدمت بگیرد. قلعه‌نویی پیش‌تر مخالفت خود را با جدا شدن منتظری اعلام کرده بود و اعتقاد داشت که استقلال نمی‌تواند با تنها دو مدافع میانی در سه جام به رقابت ادامه دهد. پس از این انتقال قلعه‌نویی اعلام کرد که استقلال با رفتن بازیکنانی چون مجتبی جباری، فرهاد مجیدی و پژمان منتظری ستون فقرات خود را در این فصل از دست داده است.
۱۴ دی: استقلال در هفتهٔ بیست‌ویکم لیگ خلیج فارس با شکست دادن راه‌آهن تهران برای نخستین بار از آغاز فصل به صدر جدول مسابقات رسید. این بازی به میزبانی راه‌آهن و در ورزشگاه تختی تهران برگزار گردید و محمدمهدی نظری تنها گل بازی را به نام خود ثبت کرد. استقلال در حالی به صدر لیگ خلیج فارس رسید که به شدت با کمبود بازیکن روبه‌رو بود و در این مسابقه تنها سه بازیکن (یک دروازه‌بان و دو هافبک) بر روی نیمکت ذخیره‌ها حضور داشتند.
۱۶ دی: آنتونیو د مورا کاروالیو معروف به «تونی» با قراردادی شش‌ماهه (به‌صورت قرضی) به استقلال پیوست.
۱۸ دی: استقلال در ردهٔ ۶۷ام برترین تیم‌های فوتبال جهان در سال ۲۰۱۳ میلادی قرار گرفت. بر اساس این رده‌بندی استقلال سومین تیم برتر آسیا در سال ۲۰۱۳ میلادی بود. در رده‌بندی ۲۰۰ تیم برتر دنیا که از سوی فدراسیون بین‌المللی تاریخ و آمار فوتبال اعلام گردید، به غیر از استقلال نامی از باشگاه‌های دیگر ایرانی به چشم نمی‌خورد.
۲۱ دی: استقلال در هفتهٔ بیست‌ودوم لیگ برتر با برتری ۱−۰ در برابر استقلال صنعتی خوزستان در ورزشگاه آزادی تهران جایگاه خود را در صدر جدول مستحکم‌تر نمود. این پنجمین پیروزی پیاپی آبی‌پوشان در دور برگشت لیگ بود. تک گل بازی روی ارسال خسرو حیدری و ضربهٔ سر محمد قاضی به ثمر رسید. در این هفته‌ها بخش عمده‌ای از گل‌های استقلال روی ارسال از کناره‌ها و ضربات سر به دست می‌آمد.
۲۲ دی: جواد نکونام از باشگاه استقلال جدا شد. پس از جدایی پژمان منتظری، نکونام نیز برای انتقال به تیم‌های عربی ابراز تمایل کرده بود. عدم حضور نکونام در تمرینات و ترک اردوی تیم قبل از بازی با استقلال خوزستان انتقاد قلعه‌نویی را در پی داشت. سرانجام باشگاه استقلال پس از حدود یک هفته بررسی رضایت‌نامهٔ نکونام را صادر کرد. جدا شدن تدریجی بازیکنان ملی‌پوش استقلال و انتقال آن‌ها به تیم‌های عربی که در لیگ قهرمانان آسیا ۲۰۱۴ حضور نداشتند، شایعات و گمانه‌زنی‌های فراوانی در پی داشت. برخی رسانه‌ها احتمال می‌دادند که این انتقال‌ها با برنامهٔ آماده‌سازی تیم ملی ایران در بهار ۱۳۹۳ مرتبط باشد.
۲۷ دی: هفتاد و هشتمین شهرآورد تهران به تساوی بدون گل انجامید. این چهارمین دیدار پیاپی استقلال و پرسپولیس بود که بدون رد و بدل شدن گل به پایان می‌رسید. استقلال در هنگام برگزاری این مسابقه (هفتهٔ بیست‌وسوم لیگ) با ۴ امتیاز اختلاف نسبت به پرسپولیس در صدر جدول قرار داشت.
جایگاه در پایان دی
| رده | باشگاه        | بازی | برد | مساوی | باخت | زده | خورده | تفاضل | امتیاز | دستاوردها                          |
| --- | ------------- | ---- | --- | ----- | ---- | --- | ----- | ----- | ------ | ---------------------------------- |
| ۱   | استقلال تهران | ۲۳   | ۱۳  | ۷     | ۳    | ۲۶  | ۱۵    | ۱۱+   | ۴۵     | مرحلهٔ گروهی لیگ قهرمانان آسیا ۲۰۱۵ |

به‌روزرسانی در ۲۷ دی ۱۳۹۲ (پایان هفتهٔ بیست‌وسوم)

نحوهٔ قرار گرفتن در جدول؛ اول: امتیاز | دوم: تفاضل گل | سوم: گل زده

یادداشت: ۱ امتیاز به عنوان جریمه کسر شده است.
بهمن

۱ بهمن: استقلال با پیروزی ۱−۰ برابر ذوب‌آهن اصفهان در ورزشگاه فولادشهر به دور نیمه پایانی مسابقات جام حذفی فوتبال ایران راه یافت. تک‌گل بازی را جی‌لوید ساموئل از روی نقطهٔ پنالتی وارد دروازه کرد. مهدی رحمتی در دقیقهٔ ۸۸ بازی با مهار یک پنالتی نقش پررنگی در صعود استقلال داشت.
۶ بهمن: استقلال و ذوب‌آهن به فاصلهٔ ۵ روز پس از دیدار در جام حذفی، بار دیگر و در چارچوب هفتهٔ بیست‌وچهارم لیگ خلیج فارس برابر هم صف‌آرایی کردند. ذوب‌آهنِ قعرنشین در نیمهٔ نخست به گل رسید و در ادامهٔ بازی نیز چند بخت گلزنی را از دست داد. آبی‌پوشان در دقایق پایانی بازی روی یک ارسال کرنر و برخورد توپ به مدافع حریف به گل تساوی دست یافتند. استقلال در این دیدار نیز با کمبود مهره بر روی نیمکت روبه‌رو بود. مصدومیت و تعویض اجباری خسرو حیدری در ابتدای بازی کار را برای آبی‌ها دشوارتر کرد. تداوم روند آسیب‌دیدگی بازیکنان ملی‌پوش استقلال موجب شد تا معاون ورزشی باشگاه استقلال به شدت از برگزاری فشردهٔ بازی‌های باشگاهی و برنامه‌های تیم ملی انتقاد کند.
۱۱ بهمن: استقلال در جریان هفتهٔ بیست‌وپنجم لیگ برتر برابر تیم مس کرمان به تساوی ۱−۱ دست یافت. آبی‌پوشان تا دقیقهٔ ۱+۹۰ این بازی با یک گل از حریف پیش بودند و با دریافت گل در واپسین لحظات مسابقه دو امتیاز حساس را از دست دادند. این دومین تساوی پیاپی استقلال در برابر تیم‌های پایین جدول بود. در پایان این هفته استقلال همچنان با ۴۷ امتیاز در صدر قرار داشت اما فاصلهٔ تیم‌های تعقیب‌کننده کمتر شده بود.
۱۵ بهمن: استقلال و مس کرمان چند روز پس از دیدار خود در لیگ، بار دیگر و در چارچوب دور نیمه نهایی جام حذفی برابر هم قرار گرفتند. این دیدار در یک روز برفی در تهران برگزار شد و با شکست ۱−۲ استقلال و حذف آبی‌پوشان از گردونهٔ مسابقات همراه بود. روی‌گردانی هواداران از حضور در ورزشگاه‌ها همچنان ادامه داشت و در تهران استقبال چندانی از این دیدار به عمل نیامد. به این ترتیب استقلال در جام حذفی −همچون فصل قبل− در مرحلهٔ نیمه‌نهایی متوقف شد و از رسیدن به فینال بازماند.
۲۰ بهمن: پس از سه تساوی در لیگ، پیروزی ۲−۰ در برابر سایپای کرج جایگاه استقلال را در صدر جدول حفظ نمود. آرش برهانی در این دیدار یک‌صدمین گل خود را با پیراهن استقلال به ثمر رساند. برهانی در این روز با به ثمر رساندن گل اول و پایه‌گذاری گل دوم درخشش قابل توجهی داشت. استقلال پس از این بازی به دلیل وقفهٔ ۱۰ روزه در مسابقات، اردویی یک هفته‌ای را در جزیرهٔ کیش در خلیج فارس بر پا نمود.
۲۲ بهمن: با موافقت مسئولان باشگاه استقلال صنعتی خوزستان، ایمان مبعلی برای همراهی استقلال در بازی‌های لیگ قهرمانان آسیا ۲۰۱۴ به آبی‌پوشان تهرانی ملحق شد. استقلال به دلیل از دست دادن شماری از بازیکنان ملی‌پوش خود در طول فصل و همچنین برنامه‌های فشردهٔ کارلوس کیروش برای آماده‌سازی تیم ملی که از فروردین ۱۳۹۳ و هم‌زمان با برگزاری مسابقات لیگ قهرمانان آغاز می‌شد، درصدد به خدمت گرفتن چند بازیکن کمکی برای پر کردن جای بازیکنان ملی‌پوش خود بود. در پایان ایمان مبعلی تنها بازیکنی بود که به عنوان یار کمکی به استقلال پیوست و تلاش باشگاه استقلال برای جذب بازیکنان دیگر راه به جایی نبرد.
۳۰ بهمن: استقلال پس از ۱۷ هفته شکست‌ناپذیری در لیگ، در چارچوب هفتهٔ بیست‌وهفتم لیگ برتر با نتیجهٔ سنگین ۲−۴ مغلوب ملوان بندر انزلی میزبان خود شد. این شکست که به فاصله سه هفته مانده به پایان مسابقات رخ داد، استقلال را پس از ۶ هفته صدرنشینی به جایگاه دوم جدول تنزل داد. افت استقلال از اواخر دی ماه و با از دست دادن شماری از بازیکنان ملی‌پوش (منتظری و نکونام) و مصدومیت یا محرومیت تعدادی دیگر از ملی‌پوشان (حیدری، بیک‌زاده و تیموریان) آغاز شده بود و استقلال از ۵ بازی متوالی در لیگ تنها ۶ امتیاز کسب نموده بود. در پایان این هفته صدر جدول در اختیار فولاد اهواز قرار گرفت، ضمن این که تیم‌های پرسپولیس، نفت تهران و سپاهان نیز بسیار به صدر جدول نزدیک شده بودند.
جایگاه در پایان بهمن
| رده | باشگاه        | بازی | برد | مساوی | باخت | زده | خورده | تفاضل | امتیاز | دستاوردها                          |
| --- | ------------- | ---- | --- | ----- | ---- | --- | ----- | ----- | ------ | ---------------------------------- |
| ۲   | استقلال تهران | ۲۷   | ۱۴  | ۹     | ۴    | ۳۲  | ۲۱    | ۱۱+   | ۵۰     | مرحلهٔ گروهی لیگ قهرمانان آسیا ۲۰۱۵ |

به‌روزرسانی در ۲ اسفند ۱۳۹۲ (پایان هفتهٔ بیست‌وسوم)

نحوهٔ قرار گرفتن در جدول؛ اول: امتیاز | دوم: تفاضل گل | سوم: گل زده

یادداشت: ۱ امتیاز به عنوان جریمه کسر شده است.
اسفند

به دلیل حضور ۴ باشگاه ایرانی در رقابت‌های لیگ قهرمانان آسیا و همچنین برپایی اردوهای تیم ملی فوتبال ایران، لیگ خلیج فارس در اسفند ۱۳۹۲ پیگیری نشد و برگزاری سه هفتهٔ پایانی مسابقات به فروردین ۱۳۹۳ موکول گردید.
۶ اسفند: استقلال لیگ قهرمانان آسیا ۲۰۱۴ را با شکست خانگی در برابر الشباب عربستان سعودی آغاز کرد. تیم با حضور ایمان مبعلی در میانهٔ میدان ضرب‌آهنگ بهتری پیدا کرده بود، اما در نیمهٔ دوم الشباب بازی بهتری ارائه کرد و به گل رسید. داور در دقیقهٔ ۸۰ در تشخیص خطای پنالتی بازیکن الشباب روی محمد قاضی دچار اشتباه شد تا استقلال بخت رسیدن به گل تساوی را از دست بدهد. پس از شکست در نخستین دیدار لیگ قهرمانان که در ادامهٔ ناکامی در مسابقات جام حذفی و از دست دادن صدرنشینی در لیگ اتفاق افتاد، بازیکنان با اعتراض شدید هواداران حاضر در ورزشگاه بدرقه شدند.
۱۱ اسفند: آندرانیک تیموریان به دنبال آسیب‌دیدگی در دیدار برابر الشباب از ناحیهٔ دست مورد عمل جراحی قرار گرفت. استقلال که در این فصل با کمبود بازیکن مواجه بود، یکی از مهره‌های کلیدی خود را نیز برای یک ماه از دست داد.
۲۰ اسفند: دومین شکست پیاپی استقلال در لیگ قهرمانان آسیا در قطر و در برابر تیم الریان رقم خورد. مهدی رحمتی در دقیقهٔ ۱۴ این بازی در مهار یک توپ هوایی دچار اشتباه شد و مهاجم الریان به آسانی دروازهٔ خالی استقلال را باز کرد. آبی‌ها تا پایان مسابقه نتوانستند از این شکست رها شوند تا شروع کابوس‌وار تیم در آسیا ادامه داشته باشد. به این ترتیب استقلال در پایان هفتهٔ دوم لیگ قهرمانان آسیا با دو شکست و بدون امتیاز در قعر جدول گروه A مسابقات قرار گرفت.
۲۷ اسفند: استقلال در هفتهٔ سوم دور گروهی لیگ قهرمانان آسیا ۲۰۱۴ در خانه برابر تیم الجزیره امارات متوقف شد و دو امتیاز حساس دیگر را از دست داد. الجزیره در این بازی دو بار با گل‌های عبدالعزیز بارادا از استقلال پیش افتاد، اما محمد قاضی و حنیف عمران‌زاده کار را به تساوی کشاندند.
جایگاه در پایان اسفند

مطابق با جایگاه تیم در ماه گذشته
فروردین

۷ فروردین: روند ناکامی‌های استقلال در جام حذفی و لیگ قهرمانان آسیا، در بازگشت به لیگ نیز تداوم داشت. شکست خانگی ۰−۱ در برابر تیم نفت تهران استقلال را تا ردهٔ چهارم جدول پایین کشید و بخت قهرمانی در لیگ را به شدت کاهش داد. تنها گل این بازی در دقیقه ۱+۹۰ بازی و روی یک ضدحمله وارد دروازهٔ استقلال شد. پس از این شکست، مدیر باشگاه اعلام کرد که به دلیل کسب نتایج نامطلوب، ۲۰ درصد از مبلغ قرارداد بازیکنان و کادر فنی استقلال کسر می‌شود.
۱۳ فروردین: در سیزده‌به‌در ۱۳۹۳، پیروزی ۱−۰ استقلال در خانهٔ الجزیره امارات امیدهای آبی‌پوشان را در آسیا زنده کرد. این پیروزی که بعد از ۴ شکست و یک تساوی در بازی‌های داخلی و قاره‌ای به دست آمد، شدت انتقادات از عملکرد تیم را کاهش داد.
۱۷ فروردین: استقلال که از کشور امارات مستقیماً به شهر اهواز آمده بود، تیم فولاد خوزستان صدرنشین مسابقات لیگ برتر را در حضور پنجاه هزار تماشاگر شکست داد و امیدها را برای کسب افتخار در لیگ برتر زنده کرد. تک‌گل بازی را آرش برهانی با یک ضربهٔ سر و روی ارسال خسرو حیدری در نیمه اول وارد دروازهٔ فولاد کرد. در پایان هفتهٔ بیست و نهم و به فاصلهٔ یک هفته به پایان مسابقات نفت تهران و فولاد اهواز با ۵۴ امتیاز، استقلال با ۵۳ امتیاز، پرسپولیس با ۵۲ امتیاز و سپاهان با ۵۱ امتیاز در رده‌های یکم تا پنجم جای داشتند.
۲۲ فروردین: شکست خانگی ۱−۳ برابر تراکتورسازی در هفتهٔ آخر لیگ خلیج فارس. استقلال برای دفاع از عنوان قهرمانی خود در لیگ برتر از یک‌سو نیازمند کسب پیروزی برابر تراکتورسازی بود و از سوی دیگر چشم به شکست یا تساوی نفت تهران و فولاد خوزستان برابر حریفان در بازی‌های بیرون از خانه داشت. با این وجود آبی‌پوشان در زمین مسابقه نشانی از یک تیم مدعی و مصمم نداشتند. استقلال با این شکست در ردهٔ پنجم جدول پایانی لیگ خلیج فارس قرار گرفت و سهمیهٔ حضور در لیگ قهرمانان سال آینده را نیز از دست داد.
۲۷ فروردین: استقلال با پذیرش شکست ۱−۲ در برابر الشباب عربستان، از صعود به دور حذفی لیگ قهرمانان آسیا بازماند. آبی‌پوشان که به برد در این بازی نیاز داشتند ابتدا توسط آرش برهانی از حریف پیش افتادند، اما در دقایق پایانی با پذیرفتن دو گل نتیجه را واگذار کردند. گل اول الشباب حاصل یک پنالتی مشکوک و بحث‌برانگیز بود. به این ترتیب تیم تضعیف‌شدهٔ استقلال پس از ناکامی در جام حذفی و لیگ خلیج فارس، از گردونهٔ مسابقات لیگ قهرمانان آسیا نیز کنار رفت.
جایگاه در پایان فروردین (پایان لیگ خلیج فارس)
| رده | باشگاه        | بازی | برد | مساوی | باخت | زده | خورده | تفاضل | امتیاز | دستاوردها |
| --- | ------------- | ---- | --- | ----- | ---- | --- | ----- | ----- | ------ | --------- |
| ۵   | استقلال تهران | ۳۰   | ۱۵  | ۹     | ۶    | ۳۴  | ۲۵    | ۹+    | ۵۳     |           |

به‌روزرسانی در ۲۲ فروردین ۱۳۹۳ (پایان لیگ خلیج فارس)

نحوهٔ قرار گرفتن در جدول؛ اول: امتیاز | دوم: تفاضل گل | سوم: گل زده

یادداشت: ۱ امتیاز به عنوان جریمه کسر شده است.
اردی‌بهشت

۳ اردی‌بهشت: استقلال در آخرین دیدار خود در لیگ قهرمانان آسیا ۲۰۱۴ در یک دیدار تشریفاتی و بدون حضور ملی‌پوشان خود، تیم الریان قطر را با نتیجهٔ ۳−۱ شکست داد. در این بازی بوبکر کبه با به ثمر رساندن دو گل درخششی دیرهنگام داشت. تعدادی از بازیکنان تیم‌های پایهٔ استقلال مانند قاسم قموشی، احمد نعمت‌اللهی و بابک جباری نیز در این دیدار به کار گرفته شدند و نمایش خوبی داشتند. آخرین بازی استقلال در پایان فصلی بی‌حاصل تنها ۳۳۰ نفر تماشاگر داشت.

## بازیکنان

### تیم اصلی باشگاه
به‌روزرسانی: ۲۵ دی ۱۳۹۲
بازیکنانی که روی نام‌شان خط کشیده شده، در طول فصل از باشگاه جدا شده‌اند.
| شماره       | نام                      | ملیت              | پُست                     | تاریخ تولد (سن)           | باشگاه پیشین       | آغاز قرارداد | پایان قرارداد |
| دروازه‌بان‌ها | دروازه‌بان‌ها              | دروازه‌بان‌ها       | دروازه‌بان‌ها             | دروازه‌بان‌ها               | دروازه‌بان‌ها        | دروازه‌بان‌ها  | دروازه‌بان‌ها   |
| ----------- | ------------------------ | ----------------- | ----------------------- | ------------------------- | ------------------ | ------------ | ------------- |
| ۱           | مهدی رحمتی (کاپیتان دوم) | ایران             | دروازه‌بان               | ۱۳ بهمن ۱۳۶۱ (۳۰ سال)     | سپاهان اصفهان      | ۱۳۹۰         | ۱۳۹۳          |
| ۲۲          | حسین حسینی               | ایران             | دروازه‌بان               | ۹ تیر ۱۳۷۱ (۲۱ سال)       | برق شیراز          | ۱۳۹۱         |               |
| ۳۵          | هادی ریشی اصفهانی        | ایران             | دروازه‌بان               | ۳۰ بهمن ۱۳۷۱ (۲۰ سال)     | سپاهان اصفهان      | ۱۳۹۱         |               |
| خط دفاع     |                          |                   |                         |                           |                    |              |               |
| ۲           | خسرو حیدری               | ایران             | هافبک راست، دفاع راست   | ۲۳ شهریور ۱۳۶۲ (۲۹ سال)   | سپاهان اصفهان      | ۱۳۹۰         | ۱۳۹۳          |
| ۴           | امیرحسین صادقی           | ایران             | دفاع وسط، دفاع جلوزن    | ۱۵ شهریور ۱۳۶۰ (۳۱ سال)   | تراکتورسازی تبریز  | ۱۳۹۱         | ۱۳۹۳          |
| ۵           | حنیف عمران‌زاده           | ایران             | دفاع وسط، دفاع جلوزن    | ۱۰ اردی‌بهشت ۱۳۶۴ (۲۸ سال) | پاس همدان          | ۱۳۸۸         | ۱۳۹۳          |
| ۱۲          | میثم جودکی               | ایران             | دفاع وسط                | ۱۴ بهمن ۱۳۷۳ (۱۸ سال)     | تیم جوانان استقلال |              |               |
| ۱۶          | هاشم بیک‌زاده             | ایران             | دفاع چپ، هافبک چپ       | ۲ بهمن ۱۳۶۲ (۲۹ سال)      | سپاهان اصفهان      | ۱۳۹۱         | ۱۳۹۳          |
| ۳۳          | پژمان منتظری             | ایران             | دفاع وسط، دفاع جلوزن    | ۱۷ دی ۱۳۶۲ (۲۹ سال)       | فولاد اهواز        | ۱۳۸۶         | ۱۳۹۲          |
| ۷۰          | مجید غلام‌نژاد            | ایران             | دفاع راست، هافبک راست   | ۲۸ خرداد ۱۳۶۲ (۳۰ سال)    | سایپا کرج          | ۱۳۹۲         | ۱۳۹۴          |
| خط میانی    |                          |                   |                         |                           |                    |              |               |
| ۳           | جی‌لوید ساموئل            | ترینیداد و توباگو | دفاع چپ، هافبک دفاعی    | ۹ فروردین ۱۳۶۰ (۳۲ سال)   | بولتون واندررز     | ۱۳۹۰         | ۱۳۹۳          |
| ۶           | جواد نکونام              | ایران             | هافبک دفاعی، هافبک وسط  | ۱۵ مهر ۱۳۵۹ (۳۲ سال)      | اوساسونا           | ۱۳۹۱         | ۱۳۹۳          |
| ۸           | پژمان نوری               | ایران             | هافبک دفاعی، هافبک وسط  | ۲۲ تیر ۱۳۵۹ (۳۳ سال)      | ملوان انزلی        | ۱۳۹۲         | ۱۳۹۳          |
| ۱۴          | آندرانیک تیموریان        | ایران             | هافبک دفاعی، هافبک وسط  | ۱۵ اسفند ۱۳۶۱ (۳۰ سال)    | الخریطیات          | ۱۳۹۲         | ۱۳۹۳          |
| ۱۵          | احسان پیرهادی            | ایران             | هافبک هجومی، مهاجم      | ۲۲ اردی‌بهشت ۱۳۷۳ (۱۹ سال) | تیم جوانان استقلال | ۱۳۸۹         |               |
| ۱۷          | حامد خسروی               | ایران             |                         |                           | تیم جوانان استقلال |              |               |
| ۱۸          | بابک جباری               | ایران             | هافبک                   |                           | تیم جوانان استقلال |              |               |
| ۲۰          | احمد جمشیدیان            | ایران             | هافبک هجومی             | ۲۶ اردیبهشت ۱۳۶۳ (۲۹ سال) | سپاهان اصفهان      | ۱۳۹۲         | ۱۳۹۳          |
| ۲۱          | علی‌رضا واحدی نیکبخت      | ایران             | هافبک چپ                | ۹ تیر ۱۳۵۹ (۳۳ سال)       | داماش گیلان        | ۱۳۹۲         | ۱۳۹۳          |
| ۲۶          | فردین عابدینی            | ایران             | هافبک راست              | ۲۷ آبان ۱۳۷۰ (۲۱ سال)     | تراکتورسازی تبریز  | ۱۳۹۲         | ۱۳۹۴          |
| ۲۷          | آنتونیو د مورا کاروالیو  | برزیل             | هافبک هجومی             | ۸ خرداد ۱۳۶۵ (۲۷ سال)     | ای‌بی‌سی             | ۱۳۹۲         | ۱۳۹۳          |
| ۲۸          | مهران قاسمی              | ایران             | هافبک                   | ۲۱ دی ۱۳۶۹ (۲۲ سال)       | استیل‌آذین          | ۱۳۹۱         |               |
| ۳۱          | گوران لاوره              | صربستان           | هافبک                   | ۳ فروردین ۱۳۶۰ (۳۱ سال)   | پارتیزان           | ۱۳۹۲         | ۱۳۹۳          |
| ۳۴          | ایمان باصفا              | ایران             | هافبک                   | ۱۳ دی ۱۳۷۰ (۲۱ سال)       | استیل‌آذین          | ۱۳۹۲         | ۱۳۹۵          |
| خط حمله     |                          |                   |                         |                           |                    |              |               |
| ۷           | فرهاد مجیدی              | ایران             | هافبک هجومی، مهاجم      | ۱۳ خرداد ۱۳۵۵ (۳۷ سال)    | الغرافه قطر        | ۱۳۹۱         | ۱۳۹۳          |
| ۹           | آرش برهانی               | ایران             | مهاجم نوک               | ۲۳ شهریور ۱۳۶۲ (۲۹ سال)   | پاس تهران          | ۱۳۸۶         | ۱۳۹۳          |
| ۱۰          | سیاوش اکبرپور            | ایران             | هافبک هجومی، مهاجم کاذب | ۱۱ فروردین ۱۳۶۲ (۳۰ سال)  | تراکتورسازی تبریز  | ۱۳۹۱         | ۱۳۹۴          |
| ۱۱          | محمد قاضی                | ایران             | مهاجم نوک               | ۹ دی ۱۳۶۳ (۲۸ سال)        | پرسپولیس تهران     | ۱۳۹۲         | ۱۳۹۳          |
| ۱۹          | بوبکر کبه                | بورکینافاسو       | مهاجم                   | ۲۰ اردی‌بهشت ۱۳۶۶ (۲۶ سال) | داماش رشت          | ۱۳۹۲         | ۱۳۹۳          |
| ۳۲          | محمدمهدی نظری            | ایران             | مهاجم                   | ۱۱ اسفند ۱۳۶۸ (۲۳ سال)    | سپاسی شیراز        | ۱۳۹۲         | ۱۳۹۳          |
| ۷۷          | مهرداد اولادی            | ایران             | مهاجم                   | ۴ خرداد ۱۳۶۴ (۲۸ سال)     | نفت تهران          | ۱۳۹۲         | ۱۳۹۴          |

### نقل و انتقالات

#### پیوستگان
| پُست   | نام                     | سن | باشگاه پیشین          | لیگ                     | قیمت      | فصل خرید    |
| ----- | ----------------------- | -- | --------------------- | ----------------------- | --------- | ----------- |
| مهاجم | محمدمهدی نظری           | ۲۳ | فجر سپاسی             | جام خلیج فارس           | اعلام‌نشده | تابستانی    |
| هافبک | احمد جمشیدیان           | ۲۹ | سپاهان اصفهان         | جام خلیج فارس           | اعلام‌نشده | تابستانی    |
| هافبک | فردین عابدینی           | ۲۲ | تراکتورسازی تبریز     | جام خلیج فارس           | اعلام‌نشده | تابستانی    |
| هافبک | پژمان نوری              | ۳۲ | ملوان                 | جام خلیج فارس           | اعلام‌نشده | تابستانی    |
| مهاجم | محمد قاضی               | ۲۸ | پرسپولیس              | جام خلیج فارس           | اعلام‌نشده | تابستانی    |
| هافبک | علیرضا واحدی نیکبخت     | ۳۳ | بازیکن آزاد           |                         | اعلام‌نشده | تابستانی    |
| هافبک | آندرانیک تیموریان       | ۳۰ | الخریطیات             | لیگ ستارگان قطر         | اعلام‌نشده | تابستانی    |
| هافبک | گوران لاوره             | ۳۱ | پارتیزان              | سوپر لیگ فوتبال صربستان | اعلام‌نشده | تابستانی    |
| مهاجم | بوبکر کبه               | ۲۶ | داماش رشت             | جام خلیج فارس           | اعلام‌نشده | زمستانی     |
| مهاجم | مهرداد اولادی           | ۲۸ | نفت تهران             | جام خلیج فارس           | اعلام‌نشده | زمستانی     |
| هافبک | ایمان باصفا             | ۲۲ | بازیکن آزاد           |                         | اعلام‌نشده | زمستانی     |
| هافبک | مجید غلام‌نژاد           | ۳۰ | سایپا کرج             | جام خلیج فارس           | اعلام‌نشده | زمستانی     |
| هافبک | آنتونیو د مورا کاروالیو | ۲۷ | ای‌بی‌سی                | سری B برزیل             | اعلام‌نشده | زمستانی     |
| هافبک | ایمان مبعلی             | ۳۱ | استقلال صنعتی خوزستان | جام خلیج فارس           | اعلام‌نشده | بازیکن کمکی |

#### گسستگان
| پُست   | نام                | سن | باشگاه پسین       | لیگ                   | قیمت      | فصل فروش |
| ----- | ------------------ | -- | ----------------- | --------------------- | --------- | -------- |
| مدافع | حسن اشجاری         | ۳۴ | ملوان انزلی       | جام خلیج فارس         | آزاد      | تابستانی |
| هافبک | میثم بائو          | ۲۹ | تراکتورسازی تبریز | جام خلیج فارس         | آزاد      | تابستانی |
| هافبک | ویسنته آرزه کاماچو | ۲۷ | شارلوا            | لیگ برتر فوتبال بلژیک | آزاد      | تابستانی |
| مدافع | علی حمودی          | ۲۷ | سپاهان اصفهان     | جام خلیج فارس         | آزاد      | تابستانی |
| مهاجم | ایمان موسوی        | ۲۴ | گسترش فولاد تبریز | جام خلیج فارس         | آزاد      | تابستانی |
| هافبک | عباس محمدرضایی     | ۳۰ | فولاد اهواز       | جام خلیج فارس         | آزاد      | تابستانی |
| مهاجم | فرزاد حاتمی        | ۲۷ | فولاد اهواز       | جام خلیج فارس         | آزاد      | تابستانی |
| مدافع | آرمن طهماسیان      | ۲۲ |                   |                       | آزاد      | تابستانی |
| هافبک | مجتبی جباری        | ۳۰ | سپاهان اصفهان     | جام خلیج فارس         | آزاد      | تابستانی |
| هافبک | کیانوش رحمتی       | ۳۴ | سایپا کرج         | جام خلیج فارس         | آزاد      | تابستانی |
| هافبک | فردین عابدینی      | ۲۲ | گسترش فولاد تبریز | جام خلیج فارس         | اعلام‌نشده | زمستانی  |
| هافبک | مهران قاسمی        | ۲۲ | ذوب آهن اصفهان    | جام خلیج فارس         | آزاد      | زمستانی  |
| مدافع | پژمان منتظری       | ۳۰ | ام صلال           | لیگ ستارگان قطر       | آزاد      | زمستانی  |
| هافبک | جواد نکونام        | ۳۳ | الکویت            | لیگ برتر فوتبال کویت  | اعلام‌نشده | زمستانی  |

## باشگاه
| سرمربی           | امیر قلعه‌نویی    |
| مربی             | مجید صالح        |
| دستیار           | ستار همدانی      |
| دستیار           | کریم بوستانی     |
| مربی دروازه‌بان‌ها | حمید بابازاده    |
| مربی بدنساز      | امیر حاج‌قاسم     |
| آنالیزور         | شاهرخ بیانی      |
| آنالیزور         | ایمان عالمی      |
| آنالیزور         | سیروس دین‌محمدی   |
| مدیر فنی         | منصور پورحیدری   |
| سرپرست           | میرشاد ماجدی     |
| معاون پزشکی      | دکتر امین نوروزی |
| مدیر تدارکات     | مدد جباری        |

| مالک                  | وزارت ورزش و جوانان ایران                           |
| مدیر                  | علی فتح‌الله‌زاده                                     |
| هیئت مدیره            | مقداد نجف‌نژاد منصور پورحیدری احمد شهریاری حسن زمانی |
| مسئول کمیته پیشکسوتان | علی جباری                                           |
| معاون فنی             | غلام‌حسین مظلومی                                     |
| رئیس آکادمی فوتبال    | اصغر حاجیلو                                         |
| مسئول رسانه‌ای         | محمد نوری‌فر                                         |

| پشتیبان مالی | بازار مبل ایران  |
| پشتیبان مالی | هواپیمایی زاگرس  |
| پشتیبان مالی | شرکت ویستر       |
| پشتیبان مالی | ذوب آهن سهند غرب |
| پشتیبان مالی | بانک شهر         |
| پوشاک        | پوشاک ورزشی مجید |

| زمین بازی  | ورزشگاه آزادی تهران (۱۰۰٬۰۰۰ / ۱۱۰x75m) |
| زمین تمرین | کمپ ناصر حجازی                          |

## دوستانه و پیش فصل
دربردارندهٔ بازی‌های دوستانه در پیش‌فصل و طول فصل
      برد
      مساوی
      باخت
| ۱۳ تیر ۱۳۹۲ دوستانه ۱ | استقلال تهران                          | ۲ – ۱                   | منتخب کرج  | تهران                                    |
| ۱۸:۳۰                 | واحدی‌نیکبخت ۷۵' (پنالتی) · پیرهادی ۷۸' | فارس وبگاه رسمی استقلال | خرسندی ۲۰' | ورزشگاه: کمپ ناصر حجازی تماشاگران: ۱٬۲۰۰ |

| ۱۸ تیر ۱۳۹۲ دوستانه ۲ | دینامو کیف | ۱ – ۲ | استقلال تهران                        | کی‌یف، اوکراین                                                                                  |
| ۱۷:۰۰                 | روبن ۱۸'   | گزارش | برهانی ۱۳' · مجیدی ۶۹' · اکبرپور '۹۰ | ورزشگاه: والری لوبانوفسکی دینامو تماشاگران: ۴٬۰۰۰ داور: سرهی دانکوفسکی مرد مسابقه: فرهاد مجیدی |

| ۲۷ تیر ۱۳۹۲ دوستانه ۳ | استقلال تهران | ۰ – ۰                     | ذوب‌آهن اصفهان | تهران                                    |
| ۱۸:۳۰                 |               | ورزش ۳ وبگاه رسمی استقلال |               | ورزشگاه: کمپ ناصر حجازی تماشاگران: ۳٬۰۰۰ |

| ۲۲ مهر ۱۳۹۲ دوستانه ۴ | استقلال تهران        | ۱ – ۲ | نفتون تهران              | تهران                   |
| ۱۵:۳۰                 | نظری ۱۷' · برهانی ۴۳ | گزارش | همرنگ ۱۴' · بهرام‌پور ۴۹' | ورزشگاه: کمپ ناصر حجازی |

| ۲۵ بهمن ۱۳۹۲ دوستانه ۵ | تیم منتخب کیش           | ۳ – ۶    | استقلال تهران                                    | تهران                               |
| ۱۸:۳۰                  | مناری‌زاده ۳۶'، ۴۴'، ۷۶' | فارس مهر | صادقی ۸'، ۱+۹۰' · برهانی ۵۰'، ۷۷' · کبه ۵۵'، ۶۵' | ورزشگاه: المپیک کیش داور: حسن یوسفی |

| ۱۳ اسفند ۱۳۹۲ دوستانه ۶ | جوانان ایران | ۰ – ۳      | استقلال تهران            | تهران                        |
| ۱۵:۳۰                   |              | فارس ایسنا | کبه ۱۷'، ۸۰' · باصفا ۶۰' | ورزشگاه: زمین شماره دو آزادی |

## بازی‌ها

### لیگ برتر
برد
      مساوی
      باخت
      به تعویق افتاده
| ۳ مرداد ۱۳۹۲ ۱                  | گسترش فولاد تبریز | ۱ – ۲  | استقلال تهران                                                 | تبریز                                              |
| ۲۲:۱۵ ساعت ایران (یوتی‌سی ۴:۳۰+) | بایرامی ۱۸'       | ورزش ۳ | برهانی ۳۳' · صادقی '۷۴ · بیک‌زاده '۸۳ · ساموئل '۸۷ · مجیدی ۸۹' | ورزشگاه: ورزشگاه یادگار امام تبریز داور: حسین زرگر |

| ۱۰ مرداد ۱۳۹۲ ۲                 | استقلال تهران                            | ۱ – ۲  | سپاهان اصفهان                                                       | تهران                                                             |
| ۲۲:۱۵ ساعت ایران (یوتی‌سی ۴:۳۰+) | مجیدی '۴۵ · اکبرپور '۵۹ · صادقی '۶۶، ۷۸' | ورزش ۳ | افشین ۲' · غلامی '۳۶ · ابراهیمی '۵۰ · عقیلی ۵۴' (پنالتی) · بولکو '؟ | ورزشگاه: ورزشگاه آزادی تهران تماشاگران: ۶۵٬۰۰۰ داور: علی‌رضا فغانی |

| ۱۵ مرداد ۱۳۹۲ ۳                             | فجرسپاسی شیراز                                              | ۲ – ۴ | استقلال تهران                                              | شیراز                                                          |
| ۲۲:۱۵ ساعت ایران (یوتی‌سی ۴:۳۰+)             | جوکار ۳۶' · جلیلی '۴۹ · کوهنورد '? · حیدری ۵۳' · معدنچی '۸۹ | ایسنا | نکونام ۳۵' (پنالتی) · قاضی ۴۶' · عمران‌زاده ۷۳' · مجیدی ۸۲' | ورزشگاه: ورزشگاه حافظیه تماشاگران: ۱۲٬۰۰۰ داور: سعید مظفری‌زاده |
| یادداشت: مهدی رحمتی ضربه پنالتی را مهار کرد |                                                             |       |                                                            |                                                                |

| ۱۹ مرداد ۱۳۹۲ ۴                             | استقلال تهران                      | ۱ – ۰             | صبای قم                           | تهران                                                            |
| ۲۱:۱۵ ساعت ایران (یوتی‌سی ۴:۳۰+)             | قاضی ۳۲' · تیموریان '۴۴ · قاضی '۸۹ | فارس گل Scoresway | مومنی '۳۹ · عنایتی '۵۵ · چشمی '۹۲ | ورزشگاه: ورزشگاه آزادی تهران تماشاگران: ۱۷٬۳۰۰ داور: تورج حق‌وردی |
| یادداشت: مهدی رحمتی ضربه پنالتی را مهار کرد |                                    |                   |                                   |                                                                  |

| ۲۴ مرداد ۱۳۹۲ ۵                 | داماش گیلان                             | ۱ – ۲             | استقلال تهران           | رشت                                                          |
| ۱۹:۳۰ ساعت ایران (یوتی‌سی ۴:۳۰+) | متوسل‌زاده ۱۷' · رحیمی '۸۱ · مهدوی '۲+۹۰ | فارس گل Scoresway | اکبرپور ۲۵' · مجیدی ۶۸' | ورزشگاه: ورزشگاه عضدی رشت تماشاگران: ۱۵٬۰۰۰ داور: احمد صالحی |

| ۳ شهریور ۱۳۹۲ ۶                 | استقلال تهران                                                             | ۳ – ۱             | راه‌آهن تهران                                         | تهران                                                                                    |
| ۱۹:۱۰ ساعت ایران (یوتی‌سی ۴:۳۰+) | قاضی ۱۲' · منتظری '۵۹ · ساموئل ۶۶' · مجیدی '۷۹ · نکونام '۶۰، ۸۶' (پنالتی) | فارس گل Scoresway | عبدی ۵۳' · قربانی '۷۰ · آقازمانی '۸۵ '۸۸ · برزای '۸۹ | ورزشگاه: ورزشگاه آزادی تهران تماشاگران: ۱۰٬۰۰۰ داور: محسن ترکی مرد مسابقه: جی‌لوید ساموئل |

| ۹ شهریور ۱۳۹۲ ۷              | استقلال خوزستان                    | ۲ – ۰             | استقلال تهران | اهواز                                                                                       |
| ۱۹ ساعت ایران (یوتی‌سی ۴:۳۰+) | کعبی '۱۲ · کلاه‌کج ۳۹' · بیگدلی ۷۵' | فارس گل Scoresway | منتظری '۶۷    | ورزشگاه: ورزشگاه تختی اهواز تماشاگران: ۱۰٬۰۰۰ داور: محمدرضا اکبریان مرد مسابقه: ایمان مبعلی |

| ۱۵ شهریور ۱۳۹۲ ۸ (دربی ۷۸)      | استقلال تهران                  | ۰ – ۰             | پرسپولیس تهران                                          | تهران                                                                                      |
| ۱۸:۵۰ ساعت ایران (یوتی‌سی ۴:۳۰+) | نظری '۳۰ منتظری '۷۶ قاضی '۲+۹۰ | فارس گل Scoresway | بنگر '۳۰ نوری '۶۵ دهنوی '۷۳ حقیقی '۷۴ صادقیان '۸۷ حسینی | ورزشگاه: ورزشگاه آزادی تهران تماشاگران: ۹۵٬۰۰۰ داور: علیرضا فغانی مرد مسابقه: پیام صادقیان |

| ۲۱ شهریور ۱۳۹۲ ۹                | ذوب‌آهن اصفهان                                  | ۲ – ۰             | استقلال تهران                 | اصفهان                                                                                    |
| ۱۸:۴۰ ساعت ایران (یوتی‌سی ۴:۳۰+) | رجب‌زاده ۱۴' · تأمینی '۲۴ · حدادی‌فر ۵۱' · عشوری | فارس گل Scoresway | نوری '۴۲ بیک‌زاده '۸۱ نظری '۸۹ | ورزشگاه: ورزشگاه فولادشهر تماشاگران: ۵٬۰۰۰ داور: یدالله جهانبازی مرد مسابقه: قاسم حدادی‌فر |

| ۳۱ شهریور ۱۳۹۲ ۱۰                                                 | استقلال تهران | v | مس کرمان | تهران                        |
|                                                                   |               |   |          | ورزشگاه: ورزشگاه آزادی تهران |
| یادداشت: به علت حضور استقلال در لیگ قهرمانان آسیا به تعویق افتاد. |               |   |          |                              |

| ۵ مهر ۱۳۹۲ ۱۱                                                     | سایپای البرز | v | استقلال تهران | کرج                         |
|                                                                   |              |   |               | ورزشگاه: ورزشگاه انقلاب کرج |
| یادداشت: به علت حضور استقلال در لیگ قهرمانان آسیا به تعویق افتاد. |              |   |               |                             |

| ۱۰ مهر ۱۳۹۲ ۱۲                                                    | استقلال تهران | v | ملوان بندر انزلی | تهران                        |
|                                                                   |               |   |                  | ورزشگاه: ورزشگاه آزادی تهران |
| یادداشت: به علت حضور استقلال در لیگ قهرمانان آسیا به تعویق افتاد. |               |   |                  |                              |

| ۲۷ مهر ۱۳۹۲ ۱۳                  | نفت تهران                                      | ۱ – ۱             | استقلال تهران          | تهران                                                                 |
| ۱۵:۴۵ ساعت ایران (یوتی‌سی ۳:۳۰+) | کامل '۲۴ · ابراهیمی · حمدی‌نژاد '۶۴ · غفوری ۸۸' | فارس گل Scoresway | مجیدی ۶۵' · نکونام '۶۸ | ورزشگاه: ورزشگاه تختی تهران داور: علی‌رضا فغانی مرد مسابقه: وریا غفوری |

| ۳ آبان ۱۳۹۲ ۱۴                  | استقلال تهران                                        | ۲ – ۰             | فولاد خوزستان                  | تهران                                                                                        |
| ۱۷:۴۵ ساعت ایران (یوتی‌سی ۳:۳۰+) | نکونام ۱۸' (پنالتی) · تیموریان ۳+۴۵'، '۴۷ · نظری '۷۷ | فارس گل Scoresway | رفیعی '۴۲ والی '۷۶ کلانتری '۸۲ | ورزشگاه: ورزشگاه آزادی تهران تماشاگران: ۱۵٬۰۰۰ داور: حسین زرگر مرد مسابقه: آندرانیک تیموریان |

| ۷ آبان ۱۳۹۲ ۱۰ | استقلال تهران                                                          | ۱ – ۱             | مس کرمان                                                           | تهران                                                                                     |
| ۱۵:۳۰ ساعت ایران (یوتی‌سی ۳:۳۰+) | عابدینی '۲۸ · نکونام '۴۴ · صادقی '۴۷ · اکبرپور ۵۶'، '۸۰ · تیموریان '۸۵ | فارس گل Scoresway | شجاعی ۲' · حسین‌خانی '۶۳ · ادینهو '۶۴ · ابراهیمی '۷۶ · حسین‌خانی '۹۱ | ورزشگاه: ورزشگاه آزادی تهران تماشاگران: ۶٬۰۰۰ داور: سعید مظفری‌زاده مرد مسابقه: مهدی رحمتی |
| یادداشت: بازی معوقه از هفتهٔ دهم لیگ خلیج فارس فرهاد مجیدی کاپیتان استقلال در این دیدار از دنیای فوتبال خداحافظی نمود. مهدی رحمتی ضربه پنالتی را مهار کرد |                                                                        |                   |                                                                    |                                                                                           |

| ۱۲ آبان ۱۳۹۲ ۱۱                                  | سایپای البرز | ۰ – ۱             | استقلال تهران                         | کرج                                                                   |
| ۱۵:۰۰ ساعت ایران (یوتی‌سی ۳:۳۰+)                  | ناصحی '۴۶    | فارس گل Scoresway | عمران‌زاده '۱۴ · برهانی ۶۳' · قاضی '۷۲ | ورزشگاه: ورزشگاه انقلاب کرج داور: علی‌رضا فغانی مرد مسابقه: آرش برهانی |
| یادداشت: بازی معوقه از هفتهٔ یازدهم لیگ خلیج فارس |              |                   |                                       |                                                                       |

| ۱۷ آبان ۱۳۹۲ ۱۵                 | تراکتورسازی تبریز                             | ۱ – ۱             | استقلال تهران                     | تبریز                                                                                           |
| ۱۵:۱۵ ساعت ایران (یوتی‌سی ۳:۳۰+) | بائو '۲۹ · نصرتی '۳۸ · دقیقی ۶۷' · گردانی '۷۴ | فارس گل Scoresway | برهانی ۳' · نکونام '۲۹ · نوری '۷۳ | ورزشگاه: ورزشگاه یادگار امام تبریز تماشاگران: ۶۲٬۰۰۰ داور: سعید مظفری‌زاده مرد مسابقه: علی کریمی |

| ۳ آذر ۱۳۹۲ ۱۲                                     | استقلال تهران                                       | ۱ – ۰             | ملوان انزلی                        | تهران                                                                                     |
| ۱۶:۲۰ ساعت ایران (یوتی‌سی ۳:۳۰+)                   | عمران‌زاده ۳۱' · نکونام · تیموریان '۶۲ · اکبرپور '۹۰ | فارس گل Scoresway | کوروشی '۳۵ یوسف‌زاده '۴۱ دغاغله '۵۴ | ورزشگاه: ورزشگاه آزادی تهران تماشاگران: ۶٬۰۰۰ داور: احمد صالحی مرد مسابقه: حنیف عمران‌زاده |
| یادداشت: بازی معوقه از هفتهٔ دوازدهم لیگ خلیج فارس |                                                     |                   |                                    |                                                                                           |

| ۸ آذر ۱۳۹۲ ۱۶                   | استقلال تهران                    | ۰ – ۰             | گسترش فولاد تبریز                              | تهران                                                                  |
| ۱۷:۳۰ ساعت ایران (یوتی‌سی ۳:۳۰+) | نظری '۴۱ ساموئل '۷۱ تیموریان '۹۳ | فارس گل Scoresway | امیرکامدار '۸ موسوی '۴۵ اکرامی '۵۰ علی‌زاده '۵۲ | ورزشگاه: ورزشگاه آزادی تهران داور: تورج حق‌وردی مرد مسابقه: محسن فروزان |

| ۱۴ آذر ۱۳۹۲ ۱۷                  | سپاهان اصفهان                    | ۰ – ۰             | استقلال تهران                   | اصفهان                                                                            |
| ۱۵:۰۰ ساعت ایران (یوتی‌سی ۳:۳۰+) | حمودی '۵۴ عقیلی '۶۴ ابراهیمی '۷۶ | فارس گل Scoresway | صادقی '۱۴ نکونام '۷۶ قاضی '۲+۹۰ | ورزشگاه: ورزشگاه فولادشهر تماشاگران: ۹٬۰۰۰ داور: حسین زرگر مرد مسابقه: مهدی رحمتی |

| ۲۳ آذر ۱۳۹۲ ۱۸                  | استقلال تهران                       | ۱ – ۰             | فجرسپاسی شیراز | تهران                                                                                      |
| ۱۶:۲۰ ساعت ایران (یوتی‌سی ۳:۳۰+) | قاضی '۲۷ · اولادی '۶۵ · بیک‌زاده ۸۱' | فارس گل Scoresway | جوکار '۶۳      | ورزشگاه: ورزشگاه آزادی تهران تماشاگران: ۱٬۰۰۰ داور: اشکان خورشیدی مرد مسابقه: هاشم بیک‌زاده |

| ۲۹ آذر ۱۳۹۲ ۱۹ | صبای قم                                | ۱ – ۲             | استقلال تهران                        | قم                                                                                           |
| ۱۵:۰۰ ساعت ایران (یوتی‌سی ۳:۳۰+) | · ابراهیمی '۲۰ · حق‌جو '۶۵ · عنایتی ۸۱' | فارس گل Scoresway | غلام‌نژاد '۱۸ · قاضی ۴۰' · منتظری ۶۶' | ورزشگاه: ورزشگاه یادگار امام قم تماشاگران: ۱۰٬۰۰۰ داور: سعید مظفری‌زاده مرد مسابقه: محمد قاضی |
| یادداشت: این نخستین برد استقلال در لیگ برتر برابر صبا در شهر قم بود. بازی با ۱ دقیقه سکوت برای ادای احترام به بیوک جدی‌کار آغاز شد. |                                        |                   |                                      |                                                                                              |

| ۳ دی ۱۳۹۲ ۲۰                    | استقلال تهران                             | ۱ – ۰             | داماش گیلان | تهران                                                                                             |
| ۱۶:۲۵ ساعت ایران (یوتی‌سی ۳:۳۰+) | عمران‌زاده '۱۴، ۴۰' · قاضی '۸۱ · صادقی '۸۲ | فارس گل Scoresway |             | ورزشگاه: ورزشگاه آزادی تهران تماشاگران: ۱٬۰۰۰ داور: یدالله جهانبازی مرد مسابقه: آندرانیک تیموریان |

| ۱۴ دی ۱۳۹۲ ۲۱                   | راه‌آهن تهران | ۰ – ۱             | استقلال تهران | تهران                                                                                    |
| ۱۵:۰۰ ساعت ایران (یوتی‌سی ۳:۳۰+) | قاسمی        | فارس گل Scoresway | نظری ۶۷'      | ورزشگاه: ورزشگاه تختی تهران تماشاگران: ۵٬۰۰۰ داور: مهدی سیدعلی مرد مسابقه: محمدمهدی نظری |

| ۲۱ دی ۱۳۹۲ ۲۲                   | استقلال تهران                            | ۱ – ۰             | استقلال خوزستان | تهران                                                                    |
| ۱۶:۴۰ ساعت ایران (یوتی‌سی ۳:۳۰+) | واحدی نیکبخت '۲۴ · ساموئل '۴۰ · قاضی ۷۶' | فارس گل Scoresway | بختیاری‌زاده '۱۶ | ورزشگاه: ورزشگاه آزادی تهران داور: شاهین حاج‌بابایی مرد مسابقه: محمد قاضی |

| ۲۷ دی ۱۳۹۲ ۲۳ (دربی ۷۹)                                           | پرسپولیس تهران                   | ۰ – ۰             | استقلال تهران                                    | تهران                                                                                     |
| ۱۴:۳۰ ساعت ایران (یوتی‌سی ۳:۳۰+)                                   | صادقیان '۸ نوری '۳۶ علی‌عسگری '۷۷ | فارس گل Scoresway | اکبرپور عمران‌زاده '۵۱ بیک‌زاده '۷۰ غلام‌نژاد '۲+۹۰ | ورزشگاه: ورزشگاه آزادی تهران تماشاگران: ۹۰٬۰۰۰ داور: سعید مظفری‌زاده مرد مسابقه: محمد نوری |
| یادداشت: سعید مظفری‌زاده در این دیدار از دنیای داوری خداحافظی کرد. |                                  |                   |                                                  |                                                                                           |

| ۶ بهمن ۱۳۹۲ ۲۴                  | استقلال تهران         | ۱ – ۱             | ذوب‌آهن اصفهان                           | تهران                                                                                      |
| ۱۴:۳۰ ساعت ایران (یوتی‌سی ۳:۳۰+) | سانتوس ۸۶' (گل‌به‌خودی) | فارس گل Scoresway | حدادی‌فر · بیاتی‌نیا ۲۴'، '۵۴ · عشوری '۶۱ | ورزشگاه: ورزشگاه آزادی تهران تماشاگران: ۱٬۰۰۰ داور: البرز حاجی‌پور مرد مسابقه: قاسم حدادی‌فر |

| ۱۱ بهمن ۱۳۹۲ ۲۵                 | مس کرمان                                 | ۱ – ۱             | استقلال تهران                                 | کرمان                                                                                  |
| ۱۵:۰۰ ساعت ایران (یوتی‌سی ۳:۳۰+) | حسین‌خانی '۳۸ · تأمینی '۵۹ · ادینیو ۱+۹۰' | فارس گل Scoresway | ساموئل '۳۹، '۷۹ · قاضی ۴۲'، '۴۳ · اکبرپور '۸۷ | ورزشگاه: ورزشگاه شهید باهنر تماشاگران: ۵٬۰۰۰ داور: حسین زرگر مرد مسابقه: حسن رودباریان |

| ۲۰ بهمن ۱۳۹۲ ۲۶                                                             | استقلال تهران                                     | ۲ – ۰             | سایپای البرز      | تهران                                                                                 |
| ۱۷:۰۰ ساعت ایران (یوتی‌سی ۳:۳۰+)                                             | اکبرپور '۴۰ · برهانی ۵۶' · تیموریان '۵۷ · کبه ۷۴' | فارس گل Scoresway | ناصحی شاه علیدوست | ورزشگاه: ورزشگاه آزادی تهران تماشاگران: ۱٬۰۰۰ داور: احمد صالحی مرد مسابقه: آرش برهانی |
| یادداشت: آرش برهانی در این بازی صدمین گلش با پیراهن استقلال را به ثمر رساند |                                                   |                   |                   |                                                                                       |

| ۳۰ بهمن ۱۳۹۲ ۲۷                 | ملوان انزلی                                                 | ۴ – ۲             | استقلال تهران                                                                | انزلی                                                                          |
| ۱۵:۳۰ ساعت ایران (یوتی‌سی ۳:۳۰+) | کوروشی ۱۰' · آهی ۱۴' · ثاقبی ۴۸' · دغاغله ۵۳'، '۶۰ · رحمانی | فارس گل Scoresway | صادقی '۲۷ · اولادی '۲۹ · بیک‌زاده '۳۳ · قاضی ۵۲' · کاروالیو · عمران‌زاده ۵+۹۰' | ورزشگاه: ورزشگاه تختی بندر انزلی داور: محمدرضا اکبریان مرد مسابقه: شاهین ثاقبی |

| ۷ فروردین ۱۳۹۳ ۲۸               | استقلال تهران                  | ۰ – ۱                     | نفت تهران                          | تهران                                                                                 |
| ۱۷:۳۰ ساعت ایران (یوتی‌سی ۴:۳۰+) | غلام‌نژاد '۲ نظری '۳۳ حیدری '۷۳ | فارس سازمان لیگ Scoresway | حاج‌محمدی '۳۶ · نوروزی ۱+۹۰'، '۲+۹۰ | ورزشگاه: ورزشگاه آزادی تهران تماشاگران: ۱۸٬۰۰۰ داور: حسین زرگر مرد مسابقه: رضا نوروزی |

| ۱۷ فروردین ۱۳۹۳ ۲۹              | فولاد خوزستان                     | ۰ – ۱                     | استقلال تهران                                                       | اهواز                                                                                   |
| ۱۷:۳۰ ساعت ایران (یوتی‌سی ۴:۳۰+) | پریرا '۵۲ · رحمانی '۵۵ · کرمی '۵۶ | فارس سازمان لیگ Scoresway | ساموئل '۷ · برهانی ۲۳' · حیدری '۲۸ · تیموریان '۵۲ '۷۱ · بیک‌زاده '۸۹ | ورزشگاه: ورزشگاه غدیر اهواز تماشاگران: ۵۰٬۰۰۰ داور: علی‌رضا فغانی مرد مسابقه: آرش برهانی |

| ۲۲ فروردین ۱۳۹۳ ۳۰              | استقلال تهران                                                     | ۱ – ۳                     | تراکتورسازی تبریز                                                            | تهران                                                                                  |
| ۱۹:۰۰ ساعت ایران (یوتی‌سی ۴:۳۰+) | عمران‌زاده ۴۳' · صادقی '۵۰ · بیک‌زاده '۵۹ · قاضی '۸۶ · اولادی '۴+۹۰ | فارس سازمان لیگ Scoresway | دقیقی '۳ · کیانی '۵ · احمدزاده ۳۰' · نصرتی ۵۳' · انصاری‌فرد ۷۴' (پنالتی)، '۷۵ | ورزشگاه: ورزشگاه آزادی تهران تماشاگران: ۵۰٬۰۰۰ داور: تورج حق‌وردی مرد مسابقه: علی کریمی |

منبع: IPL Stats

#### جایگاه در جدول
| رتبه | تیم         | بازی | برد | مساوی | باخت | گل زده | گل خورده | گل تفاضل | امتیاز | صعود یا سقوط                                     |
| ---- | ----------- | ---- | --- | ----- | ---- | ------ | -------- | -------- | ------ | ------------------------------------------------ |
| ۳    | نفت تهران   | ۳۰   | ۱۵  | ۹     | ۶    | ۳۹     | ۲۳       | ۱۶+      | ۵۴     | پلی‌آف لیگ قهرمانان آسیا ۲۰۱۵                     |
| ۴    | سپاهان      | ۳۰   | ۱۴  | ۱۲    | ۴    | ۳۶     | ۲۰       | ۱۶+      | ۵۴     |                                                  |
| ۵    | استقلال     | ۳۰   | ۱۵  | ۹     | ۶    | ۳۴     | ۲۵       | ۹+       | ۵۳     | کسر یک امتیاز                                    |
| ۶    | تراکتورسازی | ۳۰   | ۱۱  | ۱۳    | ۶    | ۳۹     | ۳۳       | ۶+       | ۴۵     | مرحله گروهی لیگ قهرمانان آسیا ۲۰۱۵ کسر یک امتیاز |
| ۷    | ملوان       | ۳۰   | ۱۳  | ۶     | ۱۱   | ۴۰     | ۳۳       | ۷+       | ۴۴     | کسر یک امتیاز                                    |

 *۱ در این فصل به دلایل انضباطی یک امتیاز از تیم استقلال تهران کسر شد و ۵۳ امتیاز برای این تیم در سازمان لیگ برتر  ثبت شد .

#### دست‌آوردها در خانه و بیرون
| مجموع | مجموع  | مجموع | مجموع | مجموع | مجموع | مجموع | مجموع | خانه | خانه | خانه | خانه | خانه | خانه | مهمان | مهمان | مهمان | مهمان | مهمان | مهمان |
| بازی  | امتیاز | پ     | ت     | ش     | گ‌ز    | گ‌خ    | ت‌گ    | پ    | ت    | ش    | گ‌ز   | گ‌خ   | ت‌گ   | پ     | ت     | ش     | گ‌ز    | گ‌خ    | ت‌گ    |
| ----- | ------ | ----- | ----- | ----- | ----- | ----- | ----- | ---- | ---- | ---- | ---- | ---- | ---- | ----- | ----- | ----- | ----- | ----- | ----- |
| ۳۰    | ۵۴     | ۱۵    | ۹     | ۶     | ۳۴    | ۲۵    | ۹+    | ۸    | ۴    | ۳    | ۱۶   | ۹    | ۷+   | ۷     | ۵     | ۳     | ۱۸    | ۱۶    | ۲+    |

آخرین بروزرسانی: پایان فصل

منبع: IPLstats Home
IPLstats Away

پ = پیروزی؛ ت = تساوی؛ ش = شکست؛ گ‌ز = گل زده؛ گ‌خ = گل خورده؛ ت‌گ = تفاضل گل

|                    | بازی | برد | مساوی | شکست | زده | خورده | تفاضل | امتیاز |
| ------------------ | ---- | --- | ----- | ---- | --- | ----- | ----- | ------ |
| در ورزشگاه آزادی   | ۱۶   | ۸   | ۵     | ۳    | ۱۶  | ۹     | ۷+    | ۲۹     |
| در ورزشگاه‌های دیگر | ۱۴   | ۷   | ۴     | ۳    | ۱۸  | ۱۶    | ۲+    | ۲۵     |

#### روند هفته‌به‌هفته
| هفته    | ۱ | ۲ | ۳ | ۴ | ۵ | ۶ | ۷ | ۸ | ۹ | ۱۰ | ۱۱ | ۱۲ | ۱۳ | ۱۴ | ۱۰ | ۱۱ | ۱۵ | ۱۲ | ۱۶ | ۱۷ | ۱۸ | ۱۹ | ۲۰ | ۲۱ | ۲۲ | ۲۳ | ۲۴ | ۲۵ | ۲۶ | ۲۷ | ۲۸ | ۲۹ | ۳۰ |
| ------- | - | - | - | - | - | - | - | - | - | -- | -- | -- | -- | -- | -- | -- | -- | -- | -- | -- | -- | -- | -- | -- | -- | -- | -- | -- | -- | -- | -- | -- | -- |
| زمین    | ب | خ | ب | خ | ب | خ | ب | خ | ب | خ  | ب  | خ  | ب  | خ  | خ  | ب  | ب  | خ  | خ  | ب  | خ  | ب  | خ  | ب  | خ  | ب  | خ  | ب  | خ  | ب  | خ  | ب  | خ  |
| دست‌آورد | پ | ش | پ | پ | پ | پ | ش | م | ش | ع  | ع  | ع  | م  | پ  | م  | پ  | م  | پ  | م  | م  | پ  | پ  | پ  | پ  | پ  | م  | م  | م  | پ  | ش  | ش  | پ  | ش  |
| جایگاه  | ۳ | ۶ | ۶ | ۲ | ۲ | ۲ | ۲ | ۴ | ۶ | ۶  | ۷  | ۸  | ۷  | ۷  | ۶  | ۶  | ۶  | ۲  | ۳  | ۴  | ۴  | ۳  | ۲  | ۱  | ۱  | ۱  | ۱  | ۱  | ۱  | ۲  | ۴  | ۳  | ۵  |

منبع: بازی‌ها

یادداشت: نتایج بازی‌های معوقه (هفته‌های دهم تا دوازدهم) به ترتیب تاریخ برگزاری در جدول گنجانده شده‌اند.

زمین: خ = خانه؛ ب = بیرون از خانه. دست‌آورد: پ = پیروزی؛ م = مساوی؛ ش = شکست؛ ع = معوق.

### جام حذفی
| ۱۹ آذر ۱۳۹۲ یک‌شانزدهم نهایی     | استقلال تهران         | ۱ – ۰   | کاسپین قزوین   | تهران                                                                      |
| ۱۶:۲۰ ساعت ایران (یوتی‌سی ۳:۳۰+) | باصفا '۶ · اولادی ۴۱' | فارس گل | موسوی اوسط '۸۱ | ورزشگاه: ورزشگاه آزادی تهران داور: غلام‌رضا جباری مرد مسابقه: مهرداد اولادی |

| ۸ دی ۱۳۹۲ یک‌هشتم نهایی          | استقلال تهران                                        | ۲ – ۰   | ملوان بندر انزلی       | تهران                                                                                       |
| ۱۴:۲۵ ساعت ایران (یوتی‌سی ۳:۳۰+) | عمران‌زاده ۱۲'، '۵۸، ۶۷' · غلام‌نژاد '۳۶ · اکبرپور '۵۴ | فارس گل | زارع '۳۲ · رافخایی '۳۶ | ورزشگاه: ورزشگاه آزادی تهران تماشاگران: ۴٬۰۰۰ داور: علی‌رضا فغانی مرد مسابقه: حنیف عمران‌زاده |

| ۱ بهمن ۱۳۹۲ یک‌چهارم نهایی                   | ذوب‌آهن اصفهان                                     | ۰ – ۱   | استقلال تهران                                                 | اصفهان                                                                               |
| ۱۶:۴۰ ساعت ایران (یوتی‌سی ۳:۳۰+)             | صلصالی '۳۴ · تبریزی '۴۳ · عشوری '۸۲ · حدادی‌فر '۸۸ | فارس گل | غلام‌نژاد '۲۱ · تیموریان '۳۳ · ساموئل ۴۳' (پنالتی) · صادقی '۸۷ | ورزشگاه: ورزشگاه فولادشهر تماشاگران: ۴٬۰۰۰ داور: علی‌رضا فغانی مرد مسابقه: پژمان نوری |
| یادداشت: مهدی رحمتی ضربه پنالتی را مهار کرد |                                                   |         |                                                               |                                                                                      |

| ۱۵ بهمن ۱۳۹۲ نیمه نهایی         | استقلال تهران        | ۱ – ۲   | مس کرمان                      | تهران                                                         |
| ۱۷:۰۰ ساعت ایران (یوتی‌سی ۳:۳۰+) | صادقی ۱۲' · قاضی '۷۴ | فارس گل | ادینهو ۷'، ۸۶' · ابراهیمی '۸۷ | ورزشگاه: ورزشگاه آزادی تهران تماشاگران: ۶۰۰ داور: تورج حق‌وردی |

منبع: وبگاه جام حذفی

### لیگ قهرمانان آسیا

#### لیگ قهرمانان آسیا ۲۰۱۳

##### یک‌چهارم نهایی
برد
      مساوی
      باخت
      به تعویق افتاده
| ۳۰ مرداد ۱۳۹۲ دور رفت           | استقلال ایران | ۱ – ۰             | بوریرام تایلند                 | تهران                                                                                      |
| ۲۰:۱۵ ساعت ایران (یوتی‌سی ۴:۳۰+) | حیدری ۲'      | فارس گل Scoresway | نوتنوم '۲۰ سریسای '۴۰ سوخا '۷۲ | ورزشگاه: ورزشگاه آزادی تهران تماشاگران: ۹۵٬۳۰۰ داور: عبدالرحمن عبدو مرد مسابقه: خسرو حیدری |

| ۲۷ شهریور ۱۳۹۲ دور برگشت         | بوریرام تایلند                      | ۱ – ۲ (۱ – ۳ گ.ح.) | استقلال ایران                                                    | بوریرام، تایلند                                                                           |
| ۱۸:۰۰ ساعت تایلند (یوتی‌سی ۷:۰۰+) | اسمار ۳۸' · بونماتان '۶۳ · سوخا '۶۶ | فارس گل Scoresway  | حیدری '۱۱ · عمران‌زاده '۳۶، ۵۳' · مجیدی '۶۵ · تیموریان '۸۱، ۲+۹۰' | ورزشگاه: ورزشگاه بوریرام تماشاگران: ۲۴٬۰۰۰ داور: ریوجی ساتو مرد مسابقه: آندرانیک تیموریان |

##### نیمه‌نهایی
| ۳ مهر ۱۳۹۲ دور رفت | سئول کره جنوبی                                     | ۲ – ۰                 | استقلال ایران           | سئول                                                               |
| ۱۹:۳۰ یوتی‌سی ۹:۰۰+ | گو یو-هان '۲۷، ۴۷' · دامیانوویچ ۳۹' · چا دو ری '۶۳ | فارس گل Scoresway AFC | تیموریان '۴۹ نکونام '۶۲ | ورزشگاه: ورزشگاه جام جهانی سئول تماشاگران: ۱۲٬۷۷۴ داور: بن ویلیامز |

| ۱۰ مهر ۱۳۹۲ دور برگشت | استقلال ایران            | ۲ – ۲ (۲ – ۴ گ.ح.)    | سئول کره جنوبی                                              | تهران                                                            |
| ۱۹:۰۰ یوتی‌سی ۳:۳۰+    | عمران‌زاده ۵۰' · قاضی ۷۵' | فارس گل Scoresway AFC | دائه ۳۷' · دامیانوویچ '۶۱ · چا دو ری '۶۳ · کیم ۸۰' (پنالتی) | ورزشگاه: ورزشگاه آزادی تهران تماشاگران: ۸۸٬۳۳۰ داور: خلیل الغمدی |

#### لیگ قهرمانان آسیا ۲۰۱۴

##### مرحله گروهی
| ۶ اسفند ۱۳۹۲ ۱                  | استقلال ایران | ۰ – ۱         | الشباب عربستان         | تهران، ایران                                                                                        |
| ۱۹:۳۰ ساعت ایران (یوتی‌سی ۳:۳۰+) | ساموئل '۵۱    | AFC Scoresway | القمدی '۱۵ · خلیلی ۵۸' | ورزشگاه: ورزشگاه آزادی تهران تماشاگران: ۲۳٬۳۰۰ داور: تان های مرد مسابقه: احمد ابراهیم عاطف (الشباب) |

| ۲۰ اسفند ۱۳۹۲ ۲               | الریان قطر                           | ۱ – ۰         | استقلال ایران             | ریان، قطر                                                                                  |
| ۱۸:۳۰ ساعت قطر (یوتی‌سی ۳:۰۰+) | اوچه ۱۴' · علاءالدین '۲۶ · العلی '۶۰ | AFC Scoresway | عمران‌زاده '۷۵ بیک‌زاده '۸۱ | ورزشگاه: ورزشگاه احمد بن علی تماشاگران: ۲٬۳۹۴ داور: پیتر گرین مرد مسابقه: عمر بری (الریان) |

| ۲۷ اسفند ۱۳۹۲ ۳                 | استقلال ایران                                | ۲ – ۲         | الجزیره امارات                                                       | تهران، ایران                                                                                        |
| ۱۹:۳۰ ساعت ایران (یوتی‌سی ۳:۳۰+) | قاضی ۱۷' · جمشیدیان '۶۳ · عمران‌زاده ۶۴'، '۷۷ | AFC Scoresway | بارادا ۶'، ۵۶' · ژوسیلی '۱۴ · موسی '۱۹ · اسماعیل '۴۴ · ابراهیم '۴+۹۰ | ورزشگاه: ورزشگاه آزادی تهران تماشاگران: ۶٬۳۵۰ داور: هتیکمکانامگه پریرا مرد مسابقه: بارادا (الجزیره) |

| ۱۳ فروردین ۱۳۹۳ ۴                | الجزیره امارات      | ۰ – ۱         | استقلال ایران                     | ابوظبی، امارات متحده عربی                                                            |
| ۱۹:۴۰ ساعت امارات (یوتی‌سی ۴:۰۰+) | قاسم '۸۵ فایض '۴+۹۰ | AFC Scoresway | ساموئل '۶۲ · قاضی ۷۰' · رحمتی '۷۹ | ورزشگاه: ورزشگاه محمد بن زاید تماشاگران: ۱۳٬۵۵۰ داور: دونگ جین مرد مسابقه: محمد قاضی |

| ۲۷ فروردین ۱۳۹۳ ۵                 | الشباب عربستان                                                          | ۲ – ۱         | استقلال ایران                         | ریاض، عربستان سعودی                                          |
| ۲۰:۳۵ یوتی‌سی ۳:۰۰+ (یوتی‌سی ۳:۰۰+) | البیشی '۱۳ · رافائل دا سیلوا '۷۸ · منگازو ۸۲' (پنالتی) · الدوساری ۵+۹۰' | AFC Scoresway | بیک‌زاده '۲۶ · برهانی ۴۶' · اولادی '۸۱ | ورزشگاه: ورزشگاه ملک فهد تماشاگران: ۴٬۱۰۰ داور: نواف شکرالله |

| ۳ اردیبهشت ۱۳۹۳ ۶               | استقلال ایران                             | ۳ – ۱         | الریان قطر                                        | تهران، ایران                                                                                     |
| ۲۱:۰۰ ساعت ایران (یوتی‌سی ۴:۳۰+) | برهانی '۲۸ · قاضی '۳۱، ۵۹' · کبه ۵۴'، ۷۳' | AFC Scoresway | یعقوب '۵۳ · الفریجی '۵۹ · خلفان ۸۱' · اوتاویو '۸۲ | ورزشگاه: ورزشگاه آزادی تهران تماشاگران: ۳۳۰ داور: محمد امیرول ایزوان یعقوب مرد مسابقه: بوبکر کبه |

منبع: AFC

#### جدول گروه A و نتایج گروه
| باشگاه         | بازی | برد | مساوی | باخت | زده | خورده | تفاضل | امتیاز |
| -------------- | ---- | --- | ----- | ---- | --- | ----- | ----- | ------ |
| الشباب عربستان | ۶    | ۵   | ۰     | ۱    | ۱۲  | ۸     | ۴+    | ۱۵     |
| الجزیره امارات | ۶    | ۳   | ۱     | ۲    | ۱۲  | ۱۰    | ۲+    | ۱۰     |
| استقلال ایران  | ۶    | ۲   | ۱     | ۳    | ۷   | ۷     | ۰     | ۷      |
| الریان قطر     | ۶    | ۱   | ۰     | ۵    | ۹   | ۱۵    | ۶−    | ۳      |

|         | الشباب | الجزیره | استقلال | الریان |
| ------- | ------ | ------- | ------- | ------ |
| الشباب  | —      | ۳-۱     | ۲–۱     | ۳-۴    |
| الجزیره | ۲-۱    | —       | ۱-۰     | ۲-۳    |
| استقلال | ۱-۰    | ۲-۲     | —       | ۳–۱    |
| الریان  | ۲-۰    | ۳-۲     | ۱–۰     | —      |

منبع: worldfootball.net soccerway.com

## آمار

### عملکرد کلی تیم در فصل
| رقابت                  | اولین بازی    | آخرین بازی      | شروع دور        | جایگاه نهایی       | آمار | آمار | آمار | آمار | آمار | آمار | آمار | آمار  |
| رقابت                  | اولین بازی    | آخرین بازی      | شروع دور        | جایگاه نهایی       | بازی | ب    | ت    | ش    | گ‌ز   | گ‌خ   | ت‌گ   | % برد |
| ---------------------- | ------------- | --------------- | --------------- | ------------------ | ---- | ---- | ---- | ---- | ---- | ---- | ---- | ----- |
| لیگ برتر ۹۳–۱۳۹۲       | ۳ مرداد ۱۳۹۲  | ۲۲ فروردین ۱۳۹۳ | هفته ۱          | پنجم               | ۳۰   | ۱۵   | ۹    | ۶    | ۳۴   | ۲۵   | ۹+   | ۰۵۰   |
| جام حذفی ۹۳–۱۳۹۲       | ۱۹ آذر ۱۳۹۲   | ۱۵ بهمن ۱۳۹۲    | یک‌شانزدهم نهایی | نیمه‌نهایی          | ۴    | ۳    | ۰    | ۱    | ۵    | ۳    | ۲+   | ۰۷۵   |
| لیگ قهرمانان آسیا ۲۰۱۳ | ۱۰ مرداد ۱۳۹۲ | ۱۰ مهر ۱۳۹۲     | یک‌چهارم نهایی   | نیمه‌نهایی          | ۴    | ۲    | ۱    | ۱    | ۵    | ۵    | ۰+   | ۰۵۰   |
| لیگ قهرمانان آسیا ۲۰۱۴ | ۶ اسفند ۱۳۹۲  | ۳ اردیبهشت ۱۳۹۳ | مرحله گروهی     | حذف در مرحله گروهی | ۶    | ۲    | ۱    | ۳    | ۷    | ۷    | ۰+   | ۰۳۳   |
| مجموع                  | مجموع         | مجموع           | مجموع           | مجموع              | ۴۴   | ۲۲   | ۱۱   | ۱۱   | ۵۱   | ۴۰   | ۱۱+  | ۰۵۰   |

منبع: رقابت‌ها

### نمایش بازیکنان
| شماره | پُست       | بازیکنان           | لیگ برتر | لیگ برتر | لیگ برتر | جام حذفی | جام حذفی | جام حذفی | لیگ قهرمانان | لیگ قهرمانان | لیگ قهرمانان | مجموع   | مجموع | مجموع    | کارت                 | کارت             |
| شماره | پُست       | بازیکنان           | بازی     | زمان     | کارت زرد | بازی     | زمان     | کارت زرد | بازی         | زمان         | کارت زرد     | بازی    | زمان  | کارت زرد | کارت زرد دوم و اخراج | کارت قرمز مستقیم |
| ----- | --------- | ------------------ | -------- | -------- | -------- | -------- | -------- | -------- | ------------ | ------------ | ------------ | ------- | ----- | -------- | -------------------- | ---------------- |
| ۱     | دروازه‌بان | مهدی رحمتی         | ۳۰       | ۲۷۰۰     | ۰        | ۳        | ۲۷۰      | ۰        | ۹            | ۸۱۰          | ۱            | ۴۲ (۴۲) | ۳۷۸۰  | ۱        | ۰                    | ۰                |
| ۲     | مدافع     | خسرو حیدری         | ۱۸       | ۱۴۵۲     | ۱        | ۲        | ۱۷۵      | ۰        | ۸            | ۶۱۴          | ۱            | ۲۸ (۲۶) | ۲۲۴۱  | ۲        | ۰                    | ۰                |
| ۳     | هافبک     | جی لوید ساموئل     | ۲۲       | ۱۹۱۲     | ۴        | ۳        | ۲۷۰      | ۱        | ۹            | ۷۸۸          | ۲            | ۳۴ (۳۲) | ۲۹۷۰  | ۷        | ۰                    | ۱                |
| ۴     | مدافع     | امیرحسین صادقی     | ۲۹       | ۲۵۶۵     | ۶        | ۴        | ۳۶۰      | ۰        | ۹            | ۸۱۰          | ۰            | ۴۲ (۴۱) | ۳۷۳۵  | ۶        | ۰                    | ۰                |
| ۵     | مدافع     | حنیف عمران‌زاده     | ۲۶       | ۲۲۰۰     | ۴        | ۴        | ۳۶۰      | ۱        | ۹            | ۸۱۰          | ۳            | ۳۹ (۳۳) | ۳۳۷۰  | ۸        | ۰                    | ۰                |
| ۶     | هافبک     | جواد نکونام        | ۱۷       | ۱۵۲۹     | ۶        | ۱        | ۹۰       | ۰        | ۳            | ۲۷۰          | ۱            | ۲۱ (۲۱) | ۱۸۸۹  | ۷        | ۰                    | ۰                |
| ۷     | مهاجم     | فرهاد مجیدی        | ۱۰       | ۵۴۵      | ۲        | ۰        | ۰        | ۰        | ۴            | ۲۴۳          | ۱            | ۱۴ (۶)  | ۷۸۸   | ۳        | ۰                    | ۰                |
| ۸     | هافبک     | پژمان نوری         | ۲۹       | ۲۴۰۰     | ۲        | ۴        | ۳۵۸      | ۰        | ۹            | ۶۵۷          | ۰            | ۴۲ (۴۰) | ۳۴۱۵  | ۲        | ۰                    | ۰                |
| ۹     | مهاجم     | آرش برهانی         | ۲۱       | ۱۲۰۰     | ۰        | ۲        | ۴۸       | ۰        | ۷            | ۳۸۸          | ۰            | ۳۰ (۱۹) | ۱۶۳۶  | ۰        | ۰                    | ۰                |
| ۱۰    | مهاجم     | سیاوش اکبرپور      | ۲۴       | ۱۶۰۹     | ۵        | ۴        | ۲۵۳      | ۱        | ۴            | ۳۵۸          | ۰            | ۳۲ (۲۴) | ۲۲۲۰  | ۶        | ۰                    | ۰                |
| ۱۱    | مهاجم     | محمد قاضی          | ۲۵       | ۲۱۷۴     | ۸        | ۳        | ۲۴۵      | ۱        | ۱۰           | ۸۵۵          | ۱            | ۳۸ (۳۶) | ۳۲۷۴  | ۱۰       | ۰                    | ۰                |
| ۱۳    | هافبک     | قاسم قموشی         | ۰        | ۰        | ۰        | ۰        | ۰        | ۰        | ۱            | ۹۰           | ۰            | ۱ (۱)   | ۹۰    | ۰        | ۰                    | ۰                |
| ۱۴    | هافبک     | آندرانیک تیموریان  | ۲۲       | ۱۸۷۱     | ۶        | ۴        | ۳۶۰      | ۱        | ۵            | ۴۴۵          | ۲            | ۳۱ (۲۹) | ۲۶۷۶  | ۹        | ۱                    | ۰                |
| ۱۵    | مدافع     | احمد نعمت‌الهی      | ۰        | ۰        | ۰        | ۰        | ۰        | ۰        | ۱            | ۹۰           | ۰            | ۱ (۱)   | ۹۰    | ۰        | ۰                    | ۰                |
| ۱۶    | مدافع     | هاشم بیک‌زاده       | ۱۸       | ۱۳۸۰     | ۵        | ۳        | ۲۷۰      | ۰        | ۸            | ۶۴۱          | ۲            | ۲۹ (۲۶) | ۲۲۹۱  | ۷        | ۰                    | ۰                |
| ۱۸    | هافبک     | بابک جباری         | ۰        | ۰        | ۰        | ۰        | ۰        | ۰        | ۱            | ۱            | ۰            | ۱ (۰)   | ۱     | ۰        | ۰                    | ۰                |
| ۱۹    | مهاجم     | بوبکر کبه          | ۳        | ۶۳       | ۰        | ۱        | ۷        | ۰        | ۳            | ۱۶۴          | ۱            | ۷ (۲)   | ۲۳۴   | ۱        | ۰                    | ۰                |
| ۲۰    | هافبک     | احمد جمشیدیان      | ۹        | ۴۸۳      | ۰        | ۰        | ۰        | ۰        | ۳            | ۱۶۶          | ۱            | ۱۲ (۸)  | ۶۴۹   | ۱        | ۰                    | ۰                |
| ۲۱    | دروازه‌بان | حسین حسینی         | ۰        | ۰        | ۰        | ۱        | ۹۰       | ۰        | ۱            | ۹۰           | ۰            | ۲ (۲)   | ۱۸۰   | ۰        | ۰                    | ۰                |
| ۲۲    | هافبک     | علیرضا واحدی‌نیکبخت | ۱۴       | ۶۵۶      | ۱        | ۲        | ۱۳۵      | ۰        | ۳            | ۱۸۵          | ۰            | ۱۹ (۱۱) | ۹۷۶   | ۱        | ۰                    | ۰                |
| ۲۳    | هافبک     | ایمان مبعلی        | ۰        | ۰        | ۰        | ۰        | ۰        | ۰        | ۶            | ۱۴۶          | ۱            | ۶ (۴)   | ۱۴۶   | ۱        | ۰                    | ۰                |
| ۲۶    | مدافع     | فردین عابدینی      | ۸        | ۴۷۸      | ۱        | ۰        | ۰        | ۰        | ۲            | ۳۹           | ۰            | ۱۰ (۵)  | ۵۱۷   | ۱        | ۰                    | ۰                |
| ۲۷    | هافبک     | آنتونیو کاروالیو   | ۸        | ۳۷۶      | ۱        | ۱        | ۱        | ۰        | ۳            | ۵۱           | ۰            | ۱۲ (۴)  | ۴۲۸   | ۱        | ۰                    | ۰                |
| ۲۸    | هافبک     | مهران قاسمی        | ۲        | ۴        | ۰        | ۰        | ۰        | ۰        | ۰            | ۰            | ۰            | ۲ (۰)   | ۴     | ۰        | ۰                    | ۰                |
| ۳۱    | هافبک     | گوران لاوره        | ۲        | ۳۲       | ۰        | ۰        | ۰        | ۰        | ۱            | ۱            | ۰            | ۳ (۱)   | ۳۳    | ۰        | ۰                    | ۰                |
| ۳۲    | مهاجم     | محمدمهدی نظری      | ۲۴       | ۱۴۰۹     | ۵        | ۲        | ۳۳       | ۰        | ۶            | ۱۴۱          | ۰            | ۳۲ (۱۹) | ۱۵۸۳  | ۵        | ۰                    | ۰                |
| ۳۳    | مدافع     | پژمان منتظری       | ۱۹       | ۱۷۱۰     | ۳        | ۱        | ۹۰       | ۰        | ۴            | ۳۶۰          | ۰            | ۲۴ (۲۴) | ۲۱۶۰  | ۳        | ۰                    | ۰                |
| ۳۴    | هافبک     | ایمان باصفا        | ۶        | ۱۴۶      | ۰        | ۲        | ۶۵       | ۱        | ۱            | ۹۰           | ۰            | ۹ (۵)   | ۳۰۱   | ۱        | ۰                    | ۰                |
| ۷۰    | مدافع     | مجید غلام‌نژاد      | ۸        | ۵۰۸      | ۴        | ۳        | ۲۲۵      | ۲        | ۲            | ۱۶۱          | ۰            | ۱۳ (۱۱) | ۸۹۴   | ۶        | ۰                    | ۰                |
| ۷۷    | مهاجم     | مهرداد اولادی      | ۱۰       | ۲۸۰      | ۳        | ۴        | ۲۵۶      | ۰        | ۲            | ۱۳۴          | ۰            | ۱۶ (۶)  | ۶۷۰   | ۳        | ۰                    | ۰                |

اعداد آبی رنگ : تعداد حضور در ترکیب اصلی استقلال
منبع: گزارش بازی‌ها

یادداشت: با توجه به عدم تطابق تقویم مسابقات باشگاهی آسیا با فصل فوتبال ایران، آمارهای مربوط به عملکرد آسیایی استقلال در این فصل، دربردارندهٔ آمارهای دو فصل لیگ قهرمانان آسیا (۴ بازی از مراحل پایانی لیگ قهرمانان ۲۰۱۳ و ۵ بازی از مراحل ابتدایی لیگ قهرمانان ۲۰۱۴) می‌باشد.

### ۱۱ شروع‌کننده
به‌روزرسانی: اردی‌بهشت ۱۳۹۳ (پایان فصل)
گردآوری‌شده بر اساس ترکیب اصلی تیم در بازی‌های رسمی فصل.
| شماره | پُست       | نام               | شروع‌ها | یادداشت                                |
| ----- | --------- | ----------------- | ------ | -------------------------------------- |
| ۱     | دروازه‌بان | مهدی رحمتی        | ۴۲     |                                        |
| ۳۳    | مدافع     | پژمان منتظری      | ۲۴     | مجید غلام‌نژاد ۱۱ شروع داشته است.       |
| ۵     | مدافع     | حنیف عمران‌زاده    | ۳۷     |                                        |
| ۴     | مدافع     | امیرحسین صادقی    | ۴۱     |                                        |
| ۸     | هافبک     | پژمان نوری        | ۴۰     |                                        |
| ۲     | مدافع     | خسرو حیدری        | ۲۶     | فردین عابدینی ۵ شروع داشته است.        |
| ۱۴    | هافبک     | آندرانیک تیموریان | ۲۹     | احمد جمشیدیان ۸ شروع داشته است.        |
| ۱۶    | هافبک     | هاشم بیک‌زاده      | ۲۶     | علی‌رضا نیکبخت واحدی ۱۱ شروع داشته است. |
| ۳     | هافبک     | جی‌لوید ساموئل     | ۳۳     | جواد نکونام ۲۱ شروع داشته است.         |
| ۱۱    | مهاجم     | محمد قاضی         | ۳۶     | آرش برهانی ۱۹ شروع داشته است.          |
| ۱۰    | مهاجم     | سیاوش اکبرپور     | ۲۴     | محمدمهدی نظری ۱۹ شروع داشته است.       |

| رحمتی منتظری عمران‌زاده صادقی ساموئل بیک‌زاده تیموریان حیدری اکبرپور نوری قاضی |
| ۱۱ شروع‌کنندهٔ استقلال در چهارچوب ۲-۴-۴                                        |

### گلزن‌ها
به‌روزرسانی: اردی‌بهشت ۱۳۹۳ (پایان فصل)
دربردارندهٔ گل‌هایی که در بازی‌های رسمی فصل به ثمر رسیده است.
بازیکنانی که در تعداد گل‌ها با هم برابر هستند، به ترتیب شمارهٔ پیراهن در جدول قرار گرفته‌اند.
ردیف گل به خودی نمایان‌گر تعداد گل‌هایی‌است که حریفان استقلال به اشتباه وارد دروازهٔ خود کرده‌اند.
| رده      | نام               | لیگ برتر | جام حذفی | لیگ قهرمانان | کل |
| -------- | ----------------- | -------- | -------- | ------------ | -- |
| ۱        | محمد قاضی         | ۷        | ۰        | ۴            | ۱۱ |
| ۲        | حنیف عمران‌زاده    | ۵        | ۲        | ۳            | ۱۰ |
| ۳        | آرش برهانی        | ۵        | ۰        | ۱            | ۶  |
| ۴        | فرهاد مجیدی       | ۴        | ۰        | ۰            | ۴  |
| ۵        | جواد نکونام       | ۳ (۳)    | ۰        | ۰            | ۳  |
| ۵        | بوبکر کبه         | ۱        | ۰        | ۲            | ۳  |
| ۶        | جی‌لوید ساموئل     | ۱        | ۱ (۱)    | ۰            | ۲  |
| ۶        | امیرحسین صادقی    | ۱        | ۱        | ۰            | ۲  |
| ۶        | سیاوش اکبرپور     | ۲        | ۰        | ۰            | ۲  |
| ۶        | آندرانیک تیموریان | ۱        | ۰        | ۱            | ۲  |
| ۷        | خسرو حیدری        | ۰        | ۰        | ۱            | ۱  |
| ۷        | هاشم بیک‌زاده      | ۱        | ۰        | ۰            | ۱  |
| ۷        | محمدمهدی نظری     | ۱        | ۰        | ۰            | ۱  |
| ۷        | پژمان منتظری      | ۱        | ۰        | ۰            | ۱  |
| ۷        | مهرداد اولادی     | ۰        | ۱        | ۰            | ۱  |
| گل‌به‌خودی | گل‌به‌خودی          | ۱        | ۰        | ۰            | ۱  |
| کل       | کل                | ۳۴       | ۵        | ۱۲           | ۵۱ |

منبع: گزارش بازی‌ها
اعداد آبی رنگ : تعداد گلهای زده شده از نقطه پنالتی

** گل به خودی بازیکنان حریف :
۱- کارلوس سانتوس بازیکن ذوب‌آهن در بازی هفته ۲۴ لیگ برتر
یادداشت ۱: ستون «آسیا» در جدول دربردارندهٔ آمارهایی از دو فصل مختلف لیگ قهرمانان آسیا (۴ بازی از مراحل پایانی لیگ قهرمانان ۲۰۱۳ و ۵ بازی از مراحل ابتدایی لیگ قهرمانان ۲۰۱۴) می‌باشد. دلیل این موضوع ناهماهنگی تقویم مسابقات کنفدراسیون فوتبال آسیا با تقویم مرسوم فوتبال در دیگر نقاط دنیا می‌باشد.
یادداشت ۲: در مورد زنندهٔ گل اول استقلال در بازی برگشت نیمه‌نهایی لیگ قهرمانان آسیا ۲۰۱۳ اختلاف نظر وجود دارد. بیشتر منابع داخلی گل را به نام جی‌لوید ساموئل ثبت نموده‌اند، اما وبگاه ای‌اف‌سی در گزارش این بازی حنیف عمران‌زاده را به عنوان زنندهٔ گل معرفی نموده است. این جدول بر اساس گزارش ای‌اف‌سی تنظیم شده است.

### پاس گل
به‌روزرسانی: اردی‌بهشت ۱۳۹۳ (پایان فصل)
دربردارندهٔ همهٔ بازی‌های رسمی که باشگاه در طول فصل در آن‌ها شرکت کرده است.
بازیکنانی که در تعداد پاس گل‌ها با هم برابر هستند، به ترتیب شمارهٔ پیراهن در جدول قرار گرفته‌اند.
گل‌هایی که روی «حرکات انفرادی»، «ضربه‌های ایستگاهی مستقیم»، یا «توپ‌های برگشتی از دفاع حریف» به ثمر رسیده، در این جدول گنجانده نشده‌اند.
| رده | پُست   | نام                     | لیگ برتر | جام حذفی | لیگ قهرمانان | کل | گرفتن پنالتی |
| --- | ----- | ----------------------- | -------- | -------- | ------------ | -- | ------------ |
| ۱   | هافبک | خسرو حیدری              | ۵        | ۰        | ۲            | ۷  | ۰            |
| ۲   | هافبک | آندرانیک تیموریان       | ۳        | ۱        | ۱            | ۵  | ۰            |
| ۳   | هافبک | جواد نکونام             | ۳        | ۰        | ۱            | ۴  | ۰            |
|     | مهاجم | محمدمهدی نظری           | ۳        | ۰        | ۰            | ۳  | ۲            |
| ۴   | هافبک | هاشم بیک‌زاده            | ۲        | ۱        | ۰            | ۳  | ۰            |
| ۴   | مهاجم | محمد قاضی               | ۱        | ۱        | ۱            | ۳  | ۱            |
| ۵   | مهاجم | آرش برهانی              | ۲        | ۰        | ۰            | ۲  | ۱            |
| ۵   | مدافع | فردین عابدینی           | ۲        | ۰        | ۰            | ۲  | ۰            |
| ۵   | مدافع | مجید غلام‌نژاد           | ۲        | ۰        | ۰            | ۲  | ۰            |
| ۶   | مدافع | امیرحسین صادقی          | ۱        | ۰        | ۰            | ۱  | ۰            |
| ۶   | مدافع | حنیف عمران‌زاده          | ۱        | ۰        | ۰            | ۱  | ۱            |
| ۶   | هافبک | پژمان نوری              | ۰        | ۰        | ۱            | ۱  | ۰            |
| ۶   | هافبک | آنتونیو د مورا کاروالیو | ۰        | ۰        | ۱            | ۱  | ۰            |
| ۶   | مدافع | پژمان منتظری            | ۱        | ۰        | ۰            | ۱  | ۰            |
| ۶   | مهاجم | سیاوش اکبرپور           | ۱        | ۰        | ۰            | ۱  | ۰            |
| ۶   | هافبک | جی‌لوید ساموئل           | ۰        | ۰        | ۱            | ۱  | ۰            |
| ۶   | هافبک | ایمان مبعلی             | ۰        | ۰        | ۱            | ۱  | ۰            |
| ۶   | مهاجم | فرهاد مجیدی             | ۰        | ۰        | ۰            | ۰  | ۱            |
| ۶   | هافبک | احمد جمشیدیان           | ۰        | ۰        | ۱            | ۱  | ۰            |
| ۶   | مهاجم | مهرداد اولادی           | ۰        | ۱        | ۰            | ۱  | ۰            |
| جمع | جمع   | جمع                     | ۲۷       | ۴        | ۱۰           | ۴۱ | ۶            |

* از تعداد ۶ پنالتی اعلام شده در این فصل چهار ضربه پنالتی تبدیل به گل شده است.
منبع: گزارش بازی‌ها

یادداشت: ستون «آسیا» در جدول دربردارندهٔ آمارهایی از دو فصل مختلف لیگ قهرمانان آسیا (۴ بازی از مراحل پایانی لیگ قهرمانان ۲۰۱۳ و ۵ بازی از مراحل ابتدایی لیگ قهرمانان ۲۰۱۴) می‌باشد. دلیل این موضوع ناهماهنگی تقویم مسابقات کنفدراسیون فوتبال آسیا با تقویم مرسوم فوتبال در دیگر نقاط دنیا می‌باشد.

### گلهای لیگ برتر بر حسب شش بازه زمانی
| بازه زمانی     | گل زده | بازه زمانی     | گل خورده |
| -------------- | ------ | -------------- | -------- |
| ۱۵ دقیقه اول   | ۲      | ۱۵ دقیقه اول   | ۵        |
| ۱۵ دقیقه دوم   | ۳      | ۱۵ دقیقه دوم   | ۴        |
| ۱۵ دقیقه سوم   | ۸      | ۱۵ دقیقه سوم   | ۲        |
| اضافی نیمه اول | ۱      | اضافی نیمه اول | ۰        |
| جمع نیمه اول   | ۱۴     | جمع نیمه اول   | ۱۱       |
| ۱۵ دقیقه چهارم | ۴      | ۱۵ دقیقه چهارم | ۸        |
| ۱۵ دقیقه پنجم  | ۸      | ۱۵ دقیقه پنجم  | ۲        |
| ۱۵ دقیقه ششم   | ۷      | ۱۵ دقیقه ششم   | ۲        |
| اضافی نیمه دوم | ۱      | اضافی نیمه دوم | ۲        |
| جمع نیمه دوم   | ۲۰     | جمع نیمه دوم   | ۱۴       |

### عملکرد دروازه‌بانها
|       |            | لیگ برتر | لیگ برتر | لیگ برتر | جام حذفی | جام حذفی | جام حذفی | لیگ قهرمانان | لیگ قهرمانان | لیگ قهرمانان | مجموع | مجموع   | مجموع |
| رتبه  | نام        | بازی     | گل‌خورده  | ک‌ش       | بازی     | گل‌خورده  | ک‌ش       | بازی         | گل‌خورده      | ک‌ش           | بازی  | گل‌خورده | ک‌ش    |
| ----- | ---------- | -------- | -------- | -------- | -------- | -------- | -------- | ------------ | ------------ | ------------ | ----- | ------- | ----- |
| ۱     | مهدی رحمتی | ۳۰       | ۲۵       | ۱۴       | ۳        | ۲        | ۲        | ۹            | ۱۱           | ۲            | ۴۲    | ۳۸      | ۱۸    |
| ۲     | حسین حسینی | ۰        | ۰        | ۰        | ۱        | ۰        | ۱        | ۱            | ۱            | ۰            | ۲     | ۱       | ۱     |
| مجموع | مجموع      | ۳۰       | ۲۵       | ۱۴       | ۴        | ۲        | ۳        | ۱۰           | ۱۲           | ۲            | ۴۴    | ۳۹      | ۱۹    |

### کاپیتان‌های فصل
| رده | نام            | لیگ برتر | جام حذفی | لیگ قهرمانان | جمع |
| --- | -------------- | -------- | -------- | ------------ | --- |
| ۱   | مهدی رحمتی     | ۲۶ (۳)   | ۳        | ۷ (۱)        | ۳۶  |
| ۲   | فرهاد مجیدی    | ۴ (۶)    | ۰        | ۲ (۲)        | ۶   |
| ۳   | آرش برهانی     | ۰        | ۰        | ۱            | ۱   |
| ۴   | حنیف عمران‌زاده | ۰        | ۱        | ۰            | ۱   |

* عددهای آبی رنگ : نشان دهنده دفعاتی است که آن بازیکن پس از تعویض کاپیتان اول، کاپیتان شده است و این کاپیتانی‌ها در ستون جمع محاسبه نشده است.